# مسابقات فرمول یک فصل ۲۰۱۶

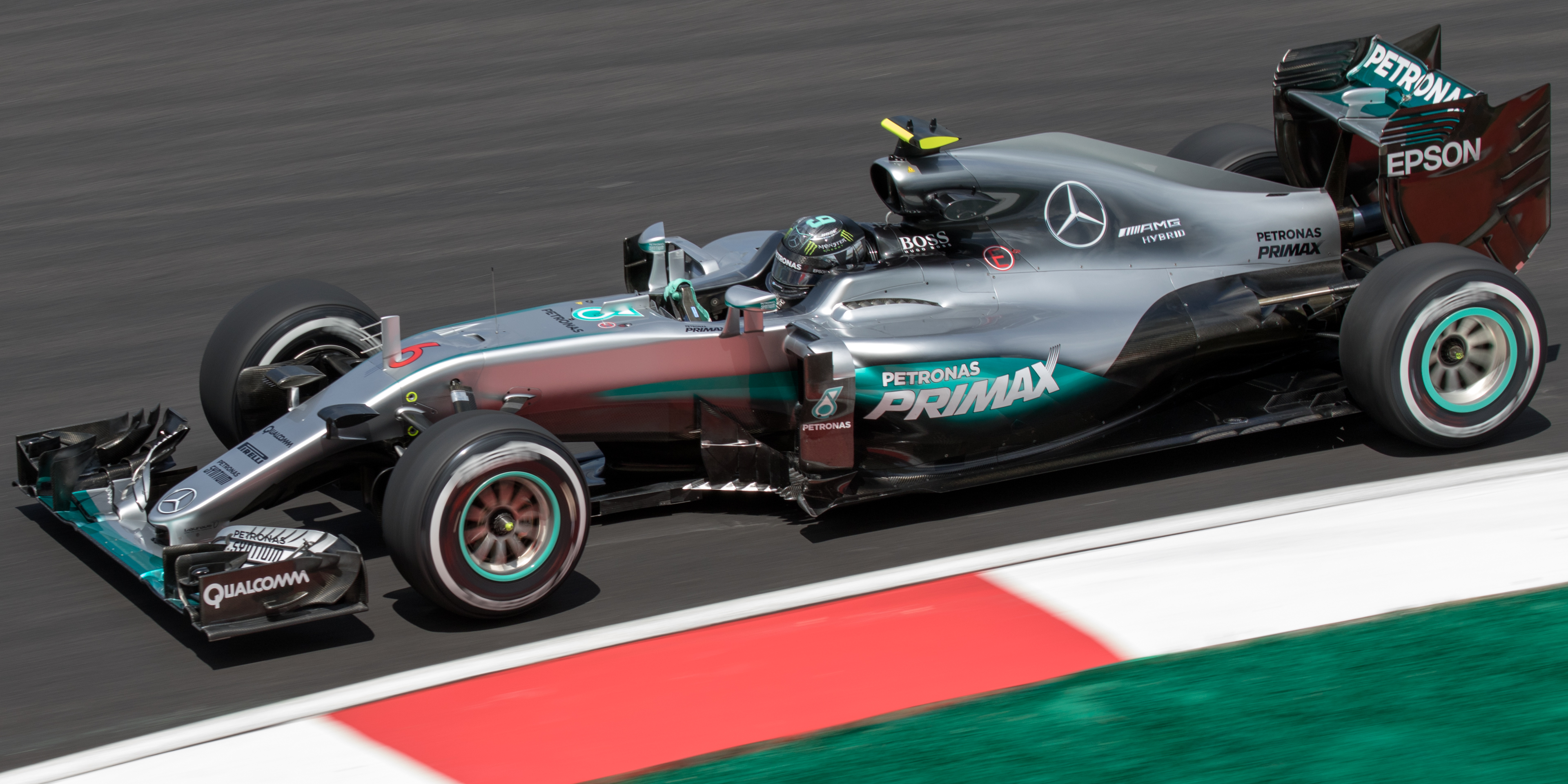
مرسدس موفق به حفظ عنوان قهرمانی سازندگان جهان خود شد.

مسابقات قهرمانی جهان فرمول یک فصل ۲۰۱۶ (انگلیسی: ‎2016 FIA Formula One World Championship‎) هفتادمین فصل از مسابقات اتومبیل‌رانی فرمول یک بود که تحت نظارت فدراسیون بین‌المللی اتومبیل‌رانی (فیا) برگزار شد. این فصل شصت و هفتمین سری مسابقات فرمول یک قهرمانی جهان، و یک مسابقهٔ موتوری میان خودروهای فرمول یک بود که از سوی فدراسیون بین‌المللی اتومبیل‌رانی (فیا)، هیئت حاکم بر ورزش‌های موتوری بین‌المللی، به عنوان بالاترین کلاس برای رقابت میان خودروهای مسابقه‌ای چرخ‌باز قلمداد می‌شود. رانندگان برای کسب عنوان رانندهٔ قهرمان جهان، و تیم‌ها برای دستیابی به جایگاه سازندهٔ قهرمان جهان در ۲۱ گراند پری شرکت کردند. این فصل در ۲۰ مارس در استرالیا آغاز شد و در ۲۷ نوامبر در ابوظبی پایان یافت.
با وارد شدن تیم فرمول یک هاس به مسابقات فرمول یک در فصل ۲۰۱۶، تعداد خودروهای حاضر در صف شروع مسابقه در این فصل به بیست و دو خودرو افزایش یافت. رنو در پی کسب مالکیت لوتوس پیش از آغاز فصل، پس از یک غیبت چهار ساله به‌عنوان یک سازنده به مسابقات بازگشت. تقویم مسابقات نیز با برگشت جایزه بزرگ آلمان به فهرست مسابقات، به‌همین ترتیب گسترش یافت. جایزه بزرگ اروپا نیز این‌بار در یک پیست مسابقهٔ جدید در شهر باکو، پایتخت آذربایجان، دوباره احیاء شد.
نیکو رزبرگ نخستین و تنها عنوان قهرمانی رانندگان جهان خود را در مسابقهٔ نهایی این فصل به‌دست‌آورد. رزبرگ که در این فصل در مجموع نه پیروزی کسب کرد و هفت بار بر روی سکو رفت، موفق شد با اختلاف پنج امتیاز لوئیز همیلتون، هم‌تیمی خود و دارندهٔ پیشین عنوان قهرمانی رانندگان جهان را مغلوب کند. رزبرگ با کسب این عنوان قهرمانی، موفقیت پدرش ککه رزبرگ در فصل ۱۹۸۲ را تکرار کرد و به دومین فرزند یک قهرمان تبدیل شد که خودش نیز مقام قهرمانی را کسب می‌کند. این عنوان پیش از این یک بار توسط دیمون هیل کسب شده‌بود. رزبرگ کمی پس از به‌دست آوردن این عنوان، بازنشستگی خود از این ورزش را رسماً اعلام کرد. فصل ۲۰۱۶ تنها فصل در دههٔ ۲۰۱۰ بود که عنوان رانندهٔ قهرمان آن به رانندهٔ دیگری به‌جز سباستین فتل یا لوئیز همیلتون تعلق گرفت.
در رده‌بندی قهرمان سازندگان جهان، مرسدس، با غلبه بر رد بول ریسینگ با اختلاف ۲۹۷ امتیاز، برای دومین سال پیاپی عنوان قهرمانی سازندگان جهان را از آن خود کرد. فراری با اختلاف ۷۰ امتیاز بیشتر با مرسدس، جایگاه سوم را در رده‌بندی قهرمانی سازندگان کسب کرد.

## تیم‌ها و رانندگان
تیم‌ها و رانندگان زیر در مسابقات فرمول یک فصل ۲۰۱۶ شرکت کردند. تایرهای مورد استفادهٔ تیم‌ها در مسابقات توسط شرکت پیرلی تأمین شد.
| شرکت‌کننده                       | سازنده                | شاسی                | پیشرانه                 | شماره    | رانندگان مسابقه                              | راندها         | شماره | رانندگان تمرین آزاد          |
| ------------------------------- | --------------------- | ------------------- | ----------------------- | -------- | -------------------------------------------- | -------------- | ----- | ---------------------------- |
| اسکودریا فراری                  | فراری                 | اس‌اف۱۶-اچ           | فراری ۰۶۱               | ۵ ۷      | سباستین فتل کیمی رایکونن                     | همه            | —     | —                            |
| تیم فرمول یک ساهارا فورس ایندیا | فورس ایندیا-مرسدس     | وی‌جی‌ام۰۹            | مرسدس پی‌یو۱۰۶سی هایبرید | ۱۱ ۲۷    | سرجیو پرز نیکو هولکنبرگ                      | همه            | ۳۴    | آلفونسو سلیس جونیور          |
| تیم فرمول یک هاس                | هاس-فراری             | وی‌اف-۱۶             | فراری ۰۶۱               | ۸ ۲۱     | رومن گروژان استبان گوتیرز                    | همه            | ۵۰    | شارل لکلرک                   |
| تیم فرمول یک مک‌لارن هوندا       | مک‌لارن-هوندا          | ام‌پی۴–۳۱            | هوندا آرای۶۱۶اچ         | ۱۴ ۴۷ ۲۲ | فرناندو آلونسو اشتوفل واندورن جنسون باتن     | ۱، ۳–۲۱ ۲ همه  | —     | —                            |
| تیم فرمول یک مرسدس آام‌گ پتروناس | مرسدس                 | اف۱ دبلیو۰۷ هایبرید | مرسدس پی‌یو۱۰۶سی هایبرید | ۶ ۴۴     | نیکو رزبرگ لوئیز همیلتون                     | همه            | —     | —                            |
| مانور ریسینگ ام‌آرتی             | ام‌آرتی-مرسدس          | ام‌آرتی۰۵            | مرسدس پی‌یو۱۰۶سی هایبرید | ۸۸ ۳۱ ۹۴ | ریو هاریانتو استابان اوکون پاسکال ورلاین     | ۱–۱۲ ۱۳–۲۱ همه | ۴۲    | جردن کینگ                    |
| رد بول ریسینگ                   | رد بول ریسینگ-تگ هویر | آربی۱۲              | تگ هویر                 | ۳ ۲۶ ۳۳  | دنیل ریکاردو دانیل کویات ماکس فرستاپن        | همه ۱–۴ ۵–۲۱   | —     | —                            |
| تیم فرمول یک رنو اسپورت         | رنو                   | آر.اس. ۱۶           | رنو آر.ئی. ۱۶           | ۲۰ ۳۰    | کوین مگنوسن جولیان پالمر                     | همه            | ۴۵ ۴۶ | استابان اوکون سرگئی سیروتکین |
| تیم فرمول کی سائوبر             | سائوبر-فراری          | سی۳۵                | فراری ۰۶۱               | ۹ ۱۲     | مارکوس اریکسون فلیپه نصر                     | همه            | —     | —                            |
| اسکودریا تورو روسو              | تورو روسو-فراری       | اس‌تی‌آر۱۱            | فراری ۰۶۰               | ۳۳ ۲۶ ۵۵ | ماکس فرستاپن دانیل کویات کارلوس ساینز جونیور | ۱–۴ ۵–۲۱ همه   | —     | —                            |
| ویلیامز مارتینی ریسینگ          | ویلیامز-مرسدس         | اف‌دبلیو۳۸           | مرسدس پی‌یو۱۰۶سی هایبرید | ۱۹ ۷۷    | فلیپه ماسا والتری بوتاس                      | همه            | —     | —                            |
| منابع:                          |                       |                     |                         |          |                                              |                |       |                              |

### تغییرات در تیم‌ها
پیش از آغاز فصل، چندین تغییر در تیم‌ها اعمال شد. تیم فرمول یک هاس، که توسط جین هاس مالک یک تیم شرکت‌کننده در سری مسابقات جام اسپرینت نسکار تشکیل شده‌بود، به تیم‌های حاضر در فرمول یک پیوست و به نخستین تیم آمریکایی بدل شد که پس از تیم نامرتبط هاس لولا در فصل ۱۹۸۶ در این مسابقات شرکت می‌کرد. این تیم از پیشرانه‌های تأمین‌شده از سوی فراری بهره می‌برد و شاسی‌های آن توسط دالارا توسعه یافته‌بود. پیش از این، آخرین حضور دالارا در فرمول یک به‌عنوان تولیدکنندهٔ شاسی در فصل ۲۰۱۰ و با تیم اچ‌آرتی بود. رنو پس از خریداری لوتوس از جنی کپیتال، در قالب تیمی که به‌طور کامل از سوی کارخانه پشتیبانی می‌شد، به فرمول یک بازگشت. تیم لوتوس پیش از این در سال ۲۰۱۰ توسط رنو به همین شرکت سرمایه‌گذاری فروخته شده‌بود و تا فصل ۲۰۱۴ نیز تأمین پیشرانه‌های آن به‌عهدهٔ خود رنو بود. حضور لوتوس در فصل ۲۰۱۶ وابسته به نتیجهٔ بررسی پرونده‌ای در دادگاه عالی بود که با موضوع عدم پرداخت مالیات بر درآمد توسط ادارهٔ درآمد و گمرکی اچ‌ام علیه این تیم مفتوح شده‌بود.
تیم‌های رد بول ریسینگ و اسکودریا تورو روسو هردو تغییراتی را در زمینهٔ واحد پیشرانهٔ خودروهای خود اعمال کردند. رد بول در پایان فصل ۲۰۱۵ رسماً به همکاری نه‌ساله با تأمین کنندهٔ موتور خود، رنو پایان داد و ضعف در عملکرد موتور انرژی-اف۱ ۲۰۱۵ رنو را دلیل اصلی این تغییر عنوان کرد. این تیم به استفاده از موتورهای رنو ادامه داد، اما این پیشرانه‌ها به نام تگ هویر بازنشانی شدند. مدیر تیم، کریستین هورنر، همکاری رنو با ماریو ایلین و شرکت او ایلمور را به‌عنوان یکی از دلایل ادامهٔ همکاری با این تولیدکننده عنوان کرد. در عین حال، اسکودریا تورو روسو، دوباره به استفاده از پیشرانه‌های فراری، که پیش از این نیز تا قبل از آغاز فصل ۲۰۱۴ و پس از اعلام رنو مبنی بر عدم تأمین پیشرانه برای مشتریان از آن‌ها استفاده می‌کرد، روی آورد. با توجه به اینکه فراری تأییدیهٔ شورای جهانی ورزش‌های موتوری را جهت تأمین موتورهایی با عمر یک سال برای تیم‌ها دریافت کرده‌بود، خودروهای تیم تورو روسو در این فصل از پیشرانهٔ تیپ ۰۶۰ که در فصل ۲۰۱۵ مورد استفادهٔ فراری بود، بهره‌مند شدند.
تیم ماروسیا درخواستی را برای تغییر نام خود به مانور ریسینگ ثبت کرد و این درخواست در ژانویه ۲۰۱۶ تأیید شد. نام رسمی این تیم به «مانور ریسینگ ام‌آرتی» تغییر یافت و پیشرانه‌های فراری خودروهای خود را با موتورهای مرسدس جایگزین کرد. این پیشرانهٔ مرسدس نسخه‌ای بود که از مشخصات ویژهٔ فصل ۲۰۱۶ برخوردار بود؛ در حالی که ماروسیا در فصل ۲۰۱۵ از موتورهای فراری با عمر یک‌ساله استفاده می‌کرد. در پی استعفای مدیر تیم جان بوث و مدیر ورزشی آن گریم لودون، مدیریت مانور ریسینگ دستخوش تغییرات سازمانی شد.
در هفتهٔ پیش از جایزه بزرگ مجارستان تغییراتی در مالکیت تیم سائوبر صورت گرفت و این تیم توسط لانگبو فایننس خریداری شد. با وجود اینکه پیتر سائوبر، بنیان‌گذار و مالک پیشین این تیم بازنشسته شد، اما نام «سائوبر» همچنان بر روی این تیم باقی ماند.

### تغییرات در رانندگان
پیش از آغاز فصل ۲۰۱۶، تغییراتی در فهرست رانندگان صورت گرفت، و سه تغییر دیگر نیز در طول زمان برگزاری فصل اعمال شد. رومن گروژان در پایان فصل ۲۰۱۵ تیم لوتوس را ترک کرد و برای فصل ۲۰۱۶ قراردادی را با تیم تازه تأسیس هاس منعقد کرد و در این تیم به رانندهٔ سابق تیم سائوبر، استبان گوتیرز پیوست. گوتیرز پس از گذراندن یک فصل به‌عنوان رانندهٔ آزمایشی و ذخیرهٔ فراری، دوباره به عرصهٔ رقابت بازگشت.
رنو پس از تملک تیم لوتوس، فهرست جدیدی از رانندگان خود را معرفی کرد. جولیان پالمر، قهرمان سری جی‌پی۲ در سال ۲۰۱۴، نخستین حضور خود در مسابقات را در ملبورن تجربه کرد. پیش از این و در سال ۲۰۱۵ که این تیم با نام لوتوس شناخته می‌شد، پالمر در تمرین‌های آزاد عادی حضور یافته‌بود. پاستور مالدونادو، با اینکه در اصل قرارداد خود برای فصل ۲۰۱۶ را با لوتوس به امضا رسانده‌بود، اعلام کرد با توجه به اینکه حامیان مالی او قادر به برآورده کردن تعهدات مندرج در قرارداد تیم رنو نیستند، برای این تیم رانندگی نخواهد کرد. کوین مگنوسن جایگزین مالدونادو در تیم رنو شد. پیش از این، تیم مک‌لارن پس از آنکه مگنوسن در فصل ۲۰۱۵ تنها موفق به ورود به یک مسابقه برای این تیم شده‌بود، تصمیم گرفته‌بود که قرارداد او برای فصل ۲۰۱۶ را تمدید نکند.
همکاری با رانندگانی که در فصل ۲۰۱۵ برای تیم مانور مسابقه داده‌بودند نیز در این فصل متوقف شد، و این تیم تصمیم گرفت تا دو رانندهٔ تازه‌کار را برای فصل ۲۰۱۶ خود برگزیند: پاسکال ورلاین که دارندهٔ مقام قهرمانی در مسابقات دویچه تورن‌واگن مسترز بود، و ریو هاریانتو، رانندهٔ عادی سری جی‌پی۲ که تبدیل به نخستین رانندهٔ اندونزیایی شد که در مسابقات فرمول یک شرکت می‌کرد. ویل استیونز و روبرتو مری—که در زمان حضور این تیم در مسابقات با نام ماروسیا برای آن رانندگی کرده‌بودند—برای این فصل توسط مانور کنار گذاشته‌شدند. هر دوی این رانندگان با تیم مانور موتوراسپورت به مسابقات قهرمانی استقامت جهان پیوستند، و الکساندر روسی، که او نیز در فصل ۲۰۱۵ برای این تیم رانندگی کرده‌بود، جایگاه رانندهٔ آزمایشی و ذخیره را کسب کرده و همزمان به مسابقات سری ایندی‌کار پیوست.
فرناندو آلونسو که طی یک تصادف در جایزه بزرگ استرالیا دچار شکستگی دنده‌ها و جراحت هواجنبی شده‌بود، در قالب یک اقدام احتیاطی پس از آزمایش‌های پزشکی، از حضور در جایزه بزرگ بحرین منع شد. اشتوفل واندورن، رانندهٔ ذخیرهٔ مک‌لارن و قهرمان سری جی‌پی۲ با حضور به‌جای آلونسو، برای اولین بار در فرمول یک شرکت کرد. آلونسو دو هفته بعد در جایزه بزرگ چین دوباره به صندلی خود بازگشت. دانیل کویات و ماکس فرستاپن پیش از برگزاری جایزه بزرگ اسپانیا با یکدیگر جابجا شدند و فرستاپن به رد بول ریسینگ منتقل شده و کویات نیز به اسکودریا تورو روسو برگشت. رد بول در خصوص تصمیم برای جابجایی رانندگان خود اینگونه توضیح داد که این تصمیم در راستای رفع فشاری که طی انتقادها از نقش کویات در تصادفی که در دور اول از جایزه بزرگ روسیه اتفاق افتاد، متوجه او بود، و همچنین برای تسکین تنشی که میان فرستاپن و هم‌تیمی او کارلوس ساینز جونیور در تورو روسو در جریان بود، اتخاذ شده‌است. ریو هاریانتو، به‌دلیل اینکه حامیان مالی او نتوانستند به تعهدات مالی خود در قبال تیم عمل کنند، صندلی خود در مسابقات را پس از جایزه بزرگ آلمان از دست داد. او با این حال به‌عنوان رانندهٔ آزمایشی و ذخیره به همکاری خود با این تیم ادامه داد. پس از این صندلی او در تیم به استبان اوکون، قهرمان سری جی‌پی۳ ۲۰۱۵ و رانندهٔ آزمایشی رنو رسید که نخستین حضور خود در فرمول یک را با تیم ام‌آرتی در جایزه بزرگ بلژیک تجربه کرده‌بود.

## تقویم فصل

کشورهایی که به عنوان میزبان یک گراند پری در فصل ۲۰۱۶ انتخاب شده‌اند، با رنگ سبز، و موقعیت پیست‌های مسابقه با نقطهٔ سیاه مشخص شده‌است. کشورهای میزبان سابق نیز با رنگ خاکستری تیره، و موقعیت پیست‌های مسابقهٔ سابق با نقطهٔ سفید مشخص شده‌است.

بیست‌ویک گراند پری زیر به عنوان بخشی از مسابقات قهرمانی فصل ۲۰۱۶ برنامه‌ریزی شده و برگزار شدند.
| راند  | گراند پری              | پیست                                 | تاریخ مسابقه |
| ----- | ---------------------- | ------------------------------------ | ------------ |
| ۱     | گراند پری استرالیا     | پیست جایزه بزرگ ملبورن، ملبورن       | ۲۰ مارس      |
| ۲     | گراند پری بحرین        | پیست بین‌المللی بحرین، صخیر           | ۳ آوریل      |
| ۳     | گراند پری چین          | پیست بین‌المللی شانگهای، شانگهای      | ۱۷ آوریل     |
| ۴     | گراند پری روسیه        | پیست اتومبیل‌رانی سوچی، سوچی          | ۱ مه         |
| ۵     | گراند پری اسپانیا      | پیست بارسلون-کاتالونیا، بارسلون      | ۱۵ مه        |
| ۶     | گراند پری موناکو       | پیست موناکو، مونت‌کارلو               | ۲۹ مه        |
| ۷     | گراند پری کانادا       | پیست ژیل ویلنوو، مونترآل             | ۱۲ ژوئن      |
| ۸     | گراند پری اروپا        | پیست شهری باکو، باکو                 | ۱۹ ژوئن      |
| ۹     | گراند پری اتریش        | رد بول رینگ، اسپیلبرگ                | ۳ ژوئیه      |
| ۱۰    | گراند پری بریتانیا     | پیست سیلورستون، سیلورستون            | ۱۰ ژوئیه     |
| ۱۱    | گراند پری مجارستان     | هونگارورینگ، بوداپست                 | ۲۴ ژوئیه     |
| ۱۲    | گراند پری آلمان        | هوکنهایمرینگ، هوکنهایم               | ۳۱ ژوئیه     |
| ۱۳    | گراند پری بلژیک        | پیست اسپا-فرانکورشان، ستوولو         | ۲۸ اوت       |
| ۱۴    | گراند پری ایتالیا      | پیست ناتزیوناله مونتزا، مونتزا       | ۴ سپتامبر    |
| ۱۵    | گراند پری سنگاپور      | پیست خیابانی مارینا بی، سنگاپور      | ۱۸ سپتامبر   |
| ۱۶    | گراند پری مالزی        | پیست بین‌المللی سپانگ، کوالا لامپور   | ۲ اکتبر      |
| ۱۷    | گراند پری ژاپن         | مسیر مسابقه بین‌المللی سوزوکا، سوزوکا | ۹ اکتبر      |
| ۱۸    | گراند پری ایالات متحده | پیست امریکاس، آستین، تگزاس           | ۲۳ اکتبر     |
| ۱۹    | گراند پری مکزیک        | پیست هرمانوس رودریگز، مکزیکو سیتی    | ۳۰ اکتبر     |
| ۲۰    | گراند پری برزیل        | پیست ژوزه کارلوس پیس، سائو پائولو    | ۱۳ نوامبر    |
| ۲۱    | گراند پری ابوظبی       | پیست یاس مارینا، ابوظبی              | ۲۷ نوامبر    |
| منبع: |                        |                                      |              |

### تغییرات در تقویم

فرمول یک برای احیای گراند پری اروپا در فصل ۲۰۱۶ برای نخستین بار به آذربایجان آمد. مسابقه در یک پیست خیابانی در باکو، پایتخت این کشور برگزار شد.

در این فصل بازبینی‌هایی نسبت به فصل گذشته در تقویم صورت پذیرفت. گراند پری اروپا پس از یک غیبت چهار ساله به تقویم مسابقات برگشت. مسابقهٔ این گراند پری از خانهٔ قبلی خود در والنسیا به یک پیست خیابانی کاملاً جدید در باکو، پایتخت آذربایجان منتقل شد. این نخستین گراند پری بود که در آذربایجان برگزار می‌شد. گراند پری آلمان نیز به تقویم برگشت و هوکنهایمرینگ به‌عنوان محل برگزاری این گراند پری انتخاب شد. از آنجا که در سال ۲۰۱۵ هیچ ورزشگاهی نتوانسته‌بود برگزاری این گراند پری را تضمین کند، این رویداد در فصل پیشین لغو شده‌بود. طبق توافق صورت‌گرفته بین هوکنهایمرینگ و نوربورگ‌رینگ جهت تناوب برگزاری مسابقات بین این دو ورزشگاه و قرار بر برگزاری رویدادهای سال‌های زوج در هوکنهایمرینگ، این پیست پیش از این در سال ۲۰۱۴ میزبان مرحلهٔ مسابقهٔ گراند پری آلمان شده‌بود.
گراند پری‌های مالزی و روسیه دستخوش تغییراتی در تاریخ برگزاری شدند. تاریخ گراند پری مالزی به پیش از گراند پری ژاپن در ماه اکتبر منتقل شد و زمان آن در سال به زمان مشابه برگزاری در فصل‌های ۱۹۹۹–۲۰۰۰ برگشت. در همین حال زمان برگزاری گراند پری روسیه نیز از ماه اکتبر به ماه مه انتقال یافته و بنابراین، این گراند پری به چهارمین راند از مسابقات فصل تبدیل شد.
قراردادهایی برای برگزاری سه مسابقه در فصل ۲۰۱۶ منعقد شده‌بود که در تقویم این فصل قرار نگرفتند. طبق یک قرارداد پانزده ساله، قرار بود که گراند پری آمریکا برای نخستین بار به میزبانی پیست خیابانی پورت امپریال در نیوجرسی برگزار شود. این مسابقه در اصل قرار بود که نخستین بار در فصل ۲۰۱۳ برپا شود، اما برای چهارمین سال پیاپی به تعویق افتاد. گراند پری هند در پی مشاجره‌هایی در زمینهٔ مالیات، پس از مسابقهٔ سال ۲۰۱۳ از تقویم مسابقات حذف شده‌بود. پس از تلاش ناموفق چندباره برای احیای این مسابقه در سال‌های ۲۰۱۴ و ۲۰۱۵، بازگشت این رویداد تا فصل ۲۰۱۶ به تعویق افتاده‌بود؛ با این حال، این مسابقه دوباره از پیوستن به تقویم نهایی فصل بازماند. مدیریت فرمول یک در سال ۲۰۰۶ قراردادی هفت ساله را برای برپایی گراند پری کره در پیست بین‌المللی کره از سال ۲۰۱۰ به امضا رسانده‌بودند. با این وجود، روند برگزاری این رویداد در سال ۲۰۱۴ متوقف شد و در فصل ۲۰۱۶ نیز برای سومین سال پیاپی از تقویم مسابقات محذوف ماند.

## تغییرات در آیین‌نامه‌ها

### تغییرات کلی
فدراسیون بین‌المللی اتومبیل‌رانی و مدیریت فرمول یک قدرت بیشتری برای تغییر آیین‌نامه‌های ورزشی و فنی، و همچنین اتخاذ تصمیم‌های تأثیرگذار بر نحوهٔ نظارت بر این ورزش کسب کردند. از آخرهفتهٔ مسابقهٔ موناکو به‌بعد، این اجازه از سوی فیا به رانندگان داده‌شد تا برای یک مسابقه در هر فصل طراحی متفاوتی را برای کلاه ایمنی خود انتخاب کنند. از آنجا که رانندگان موظف بودند تا جهت سادگی بیشتر در شناخته‌شدن آن‌ها توسط تماشاگران و مخاطبان تلویزیونی، تنها از یک طرح کلاه ایمنی در طول فصل استفاده کنند، این عمل تا پیش از این ممنوع بود.

### آیین‌نامه‌های فنی
به‌دنبال انتقادها پس از معرفی نسل ۲۰۱۴ موتورهای فرمول یک، سازندگان ملزم به طراحی خودروهای خود با یک دریچه هدرروی جداگانه برای عبور گازهای خروجی موتور از میان آن جهت افزایش صدای خودروها شدند. با آغاز فصل ۲۰۱۶، فدراسیون بین‌المللی اتومبیل‌رانی تصمیم به افزایش تعداد ژتون‌های توسعهٔ واحد پیشرانه گرفت. در حالی که طبق برنامه‌های اولیه، پانزده ژتون در اختیار تولیدکنندگان قرار می‌گرفت، جهت فراهم کردن امکان بهبود روند توسعه برای تولیدکنندگان ضعیف‌تر مانند رنو و هوندا، این تعداد به سی و دو ژتون افزایش یافت که با تعداد ژتون در فصل ۲۰۱۴ برابری می‌کرد. این تصمیم همچنین امکان توسعهٔ بیشتر قطعاتی را در اختیار تولیدکنندگان قرار داد که در در برنامه‌های اولیه به‌طور کلی امکان توسعهٔ آن‌ها وجود نداشت. این قطعات شامل کارتر بالای و پایینی، میل‌سوپاپ، میل‌لنگ، سامانهٔ سوپاپ‌های هوا و چرخ‌دنده‌های جانبی می‌شدند.

### آیین‌نامه‌های ورزشی

#### زمان‌بندی
از سال ۲۰۱۶ به‌بعد تعداد آزمون‌های پیش از آغاز فصل از سه آزمون به دو آزمون کاهش یافت. فدراسیون بین‌المللی، جهت مطابقت تعداد مسابقات تأیید شده با آیین‌نامه‌ها، حداکثر تعداد رویدادهای مجاز در هر فصل را به‌طور رسمی از ۲۰ به ۲۱ افزایش داد.

#### تایرها
پیرلی، تأمین‌کنندهٔ تایرهای خودروهای فرمول یک، پنجمین ترکیب تایر خشک را با نام «اولتراسافت» معرفی کرد، و اعلام کرد که این تایرهای تنها در پیست‌های خیابانی در دسترس خواهند بود. پیرلی بعداً و برای فصل ۲۰۱۶ رویکرد خود در تأمین تایر را تغییر داد و سه ترکیب تایر خشک را به‌جای دو ترکیب پیشین به مسابقات آورد. ترکیب‌های مجاز برای هر مسابقه، دو هفته پیش از آغاز هر رویداد به‌صورت عمومی رونمایی می‌شدند. پیرلی دو ترکیب ترکیب «انتخابی» را به هر تیم اختصاص داده و ترکیب سوم را (نرم‌ترین ترکیب بدون توجه به تایرهای منتخب پیرلی) در اختیار تیم‌هایی قرار می‌دهد که بتوانند به مرحلهٔ سوم تعیین خط برسند. رانندگان ده مجموعه تایر باقی‌ماندهٔ خود برای استفاده در رویداد را از بین سه ترکیب موجود انتخاب می‌کنند و در طول مسابقه باید از دو ترکیب خشک استفاده کنند.

#### پنالتی‌ها
به‌جز مواردی که مربوط به خطای راننده می‌شوند، در سایر مواقع رانندگان موظف هستند بین خطوط سفیدی که حاشیه‌های مسیر پیست را مشخص می‌کنند رانندگی کنند. این موضوع قدرت بیشتری را در زمینهٔ وادار کردن رانندگان به رعایت محدودیت‌های مسیر پیست در اختیار ناظران مسابقه قرار داد. هر راننده‌ای که باعث شود شروع مسابقه مختل شود، باید در زمان شروع مجدد، مسابقه را از مسیر پیت آغاز کند. روند تعلق پنالتی برای مسائل مربوط به جعبه‌دنده اصلاح شد، و طبق این اصلاحیه پنالتی‌ها به‌همان ترتیبی اعمال می‌شدند که به شرکت‌کنندگان تعلق گرفته‌بودند. این موضوع باعث شد تا این سیستم پنالتی با سیستم پنالتی برای صف شروع مسابقه هماهنگی بیشتری پیدا کند.

#### بهبود ایمنی
برای جلوگیری از استفادهٔ نالازم از پرچم‌های قرمز و توقف مرحله‌ها، زمینهٔ استفاده از سیستم خودروی ایمنی مجازی به مرحله‌های تمرین آزاد نیز گسترش یافت. قوانین حاکم بر استفاده از سامانه کاهش پسار که در دوره‌های حضور خودروی ایمنی مجازی و پرچم‌های زرد در تمام طول مسیر غیرفعال می‌شد نیز اصلاح شدند. اکنون رانندگان مجاز بودند تا بلافاصله پس از پایان دورهٔ خودروی ایمنی مجازی، از این سامانه استفاده کنند؛ در حالی که پیش از این باید دو دور مضاعف برای فعال‌سازی مجدد سامانه صبر می‌کردند.

#### تعیین خط
پیش از آغاز فصل، فرایند تعیین خط به‌طور عمده مورد بازبینی واقع شد. قالب سه مرحله‌ای که نخستین بار در فصل ۲۰۰۶ معرفی شده‌بود، به‌همان شکل باقی ماند، اما شیوهٔ حذف‌شدن رانندگان در این فرایند به‌صورت یک «ضربه‌فنی» تصاعدی درآمد. با این حال، در پی انتقاد گسترده از این قالب در راندهای ابتدایی، این شیوه پس از دو مسابقه کنار گذاشته‌شد و سیستم مورد استفاده بین فصل‌های ۲۰۰۶ و ۲۰۱۵ در گراند پری چین دوباره معرفی شد.

#### سایر
اختیارات ناظران مسابقه در زمینهٔ پایش ارتباطات میان دیوار پیت با خودروها برای فصل ۲۰۱۶ گسترده‌تر شد. ناظران مسابقه در این فصل قادر بودند تا ارتباطات رادیویی هر راننده را به‌صورت زنده پایش کنند و جهت جلوگیری از به‌کار بردن پیام‌های رمزی و همچنین رهبری کردن راننده به‌هنگام مسابقه، محتوای این ارتباطات را تحت بررسی مشاوران فنی قرار دهند. در پی اعمال یک سری از پنالتی‌های بحث‌برانگیز در گراند پری‌های بریتانیا و مجارستان و بحث‌های گسترده در خصوص اعمال این قوانین، فدراسیون محدودیت‌های ارتباطات رادیویی که در زمان آغاز فصل معرفی شده‌بودند را کمتر کرد؛ با شروع گراند پری آلمان، این محدودیت‌ها تنها بر دور صف‌آرایی اعمال شدند.
در این فصل، فرایندی که رانندگان باید جهت احراز شدن صلاحیتشان برای دریافت گواهینامه فوق‌العاده آن را پشت سر می‌گذاشتند نیز تغییر کرد. محدودیت‌های جدیدی در این فرایند در نظر گرفته‌شدند که شامل الزام راننده به تکمیل هشتاد درصد از دو فصل از مسابقات رشته‌ای خارج از سری مسابقات قهرمانی امتیازدار شناخته‌شده می‌شد. این الزامات به‌عنوان بخشی از مبحث کلی‌تر خط سیر جهانی فیا اعمال شدند. سیستم امتیازدهی جدیدی نیز با عطف به ماسبق برای مسابقات در نظر گرفته‌شد که در آن تمامی نتایج برای تمام رانندگان واجد شرایط به‌طور خودکار در امتیازات لازم برای احراز صلاحیت جهت دریافت گواهینامه فوق‌العاده لحاظ می‌شد. این تغییرات در پی جدل‌هایی صورت گرفتند که پس از احراز صلاحیت ماکس فرستاپن برای دریافت گواهینامهٔ فوق‌العاده در سن ۱۶ سالگی فقط با حضور در یک فصل از مسابقات فرمول ۳ اروپا، پیرامون این موضوع شکل گرفته‌بودند.

## گزارش فصل

### پیش از آغاز فصل

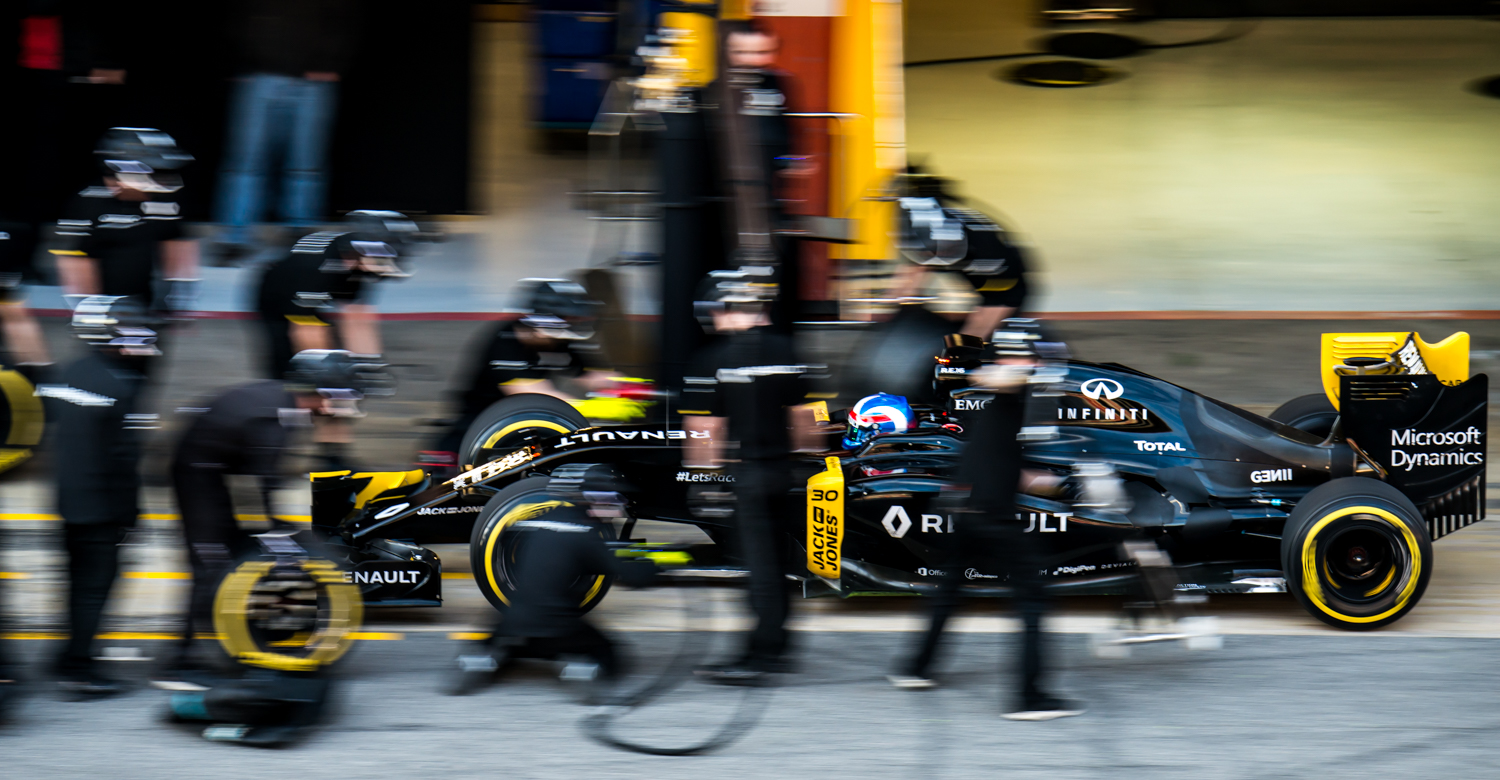
جولیان پالمر در حال انجام یک پیت‌استاپ تمرینی با خودروی رنو آر.اس. ۱۶. رنگ‌آمیزی سیاه آزمایشی بعداً جایگزین شد.

لوئیز همیلتون برای دومین سال پیاپی تصمیم گرفت تا از امکان تعویض شمارهٔ خودروی خود به شمارهٔ ۱ استفاده نکند و به‌جای آن از شمارهٔ ۴۴، که شمارهٔ همیشگی او در دوران فعالیت حرفه‌ای بود، در مسابقات استفاده کند. این حق ویژه در پی دفاع از مقام قهرمانی جهان در اختیار او قرار گرفته‌بود. در ماه ژانویه، یک آزمون تایر پیش از فصل توسط شرکت پیرلی برای ارزیابی تایرهای مخصوص آب و هوای بارانی این شرکت، در پیست پل ریکارد در فرانسه برگزار شد. نخستین آزمون تیمی پیش از فصل یک ماه بعد در پیست کاتالونیا انجام گرفت. تیم فراری در سه روز از چهار روز آزمون‌ها به‌عنوان سریع‌ترین تیم شناخته‌شد. در تنها روزی که تیمی غیر از فراری موفق شد جایگاه سریع‌ترین تیم را کسب کند، نیکو هولکنبرگ در روز سوم در جدول‌های زمان‌گیری با تیم فورس ایندیا در جایگاه اول قرار گرفت. آزمون دوم، که باز هم در بارسلون انجام شد، از ۱ تا ۴ مارس برگزار شد. فراری موفق شد با استفاده از تایرهای اولتراسافت، که به تازگی معرفی شده‌بودند، بهترین زمان‌های کلی را به‌ثبت برساند؛ در حالی که مرسدس با طی مسافتی در حدود ۵٬۰۰۰ کیلومتر (۳٬۱۰۰ مایل) بیشترین مسافت طی‌شده را به‌نام خود ثبت کند. در آزمون چهار روزهٔ دوم، تیم‌ها یک ویژگی پیشنهادی برای محافظت از سر راننده که با نام «هالو» شناخته می‌شد را نیز مورد بررسی قرار دادند.

### راندهای گشایشی
این فصل با گراند پری استرالیا آغاز شد و شامل قالب جدید تعیین خط با سبک حذفی بود که به تازگی معرفی شده‌بود. تیم‌ها، رانندگان، هواداران و خبرگزاری‌ها به‌طور گسترده‌ای از این قالب انتقاد کردند؛ این انتقادها در نهایت به بازبینی قالب تعیین خط جدید پیش از آغاز مسابقهٔ بعدی منجر شدند. مسابقه با کسب جایگاه‌های اول و دوم توسط مرسدس، و کسب مقام اول توسط نیکو رزبرگ و قرار گرفتن همیلتون در جایگاه دوم پایان یافت. سباستین فتل نیز با تیم فراری در جایگاه سوم بر روی سکو رفت. هم‌تیمی او، کیمی رایکونن با تشخیص نقص فنی محتمل در سیستم توربوشارژر، در دور ۲۱ از مسابقه بازنشست شد. فرناندو آلونسو، که در در دور شانزدهم و در پیچ سوم در حال سبقت گرفتن از استبان گوتیرز با خودروی جدید هاس بود، با سرعت بالا با حفاظ‌های خارجی برخورد کرد و خودروی او پس از غلط خوردن، در کنار حفاظ‌ها واژگون شد. خودروی گوتیرز که تایر عقب آن صدمه دیده‌بود، در محوطهٔ شن متوقف شد و او به‌سرعت به سمت آلونسو رفت که خودش بدون کمک توانسته‌بود از کابین رانندهٔ خودروی خود خارج شود. با توجه به مقدار زیادی از قطعات برجای مانده از این تصادف، این مسابقه پرچم قرمز دریافت کرد و خودروهای دیگر متعاقباً به مسیر پیت هدایت شدند. رمون گروژان با خودروی دیگر تیم هاس در جایگاه ششم قرار گرفت و این تیم به نخستین تیمی تبدیل شد که پس از کسب امتیاز توسط تویوتا در فصل ۲۰۰۲، موفق می‌شد در اولین حضور خود در مسابقات در رده‌های امتیازی قرار گیرد.

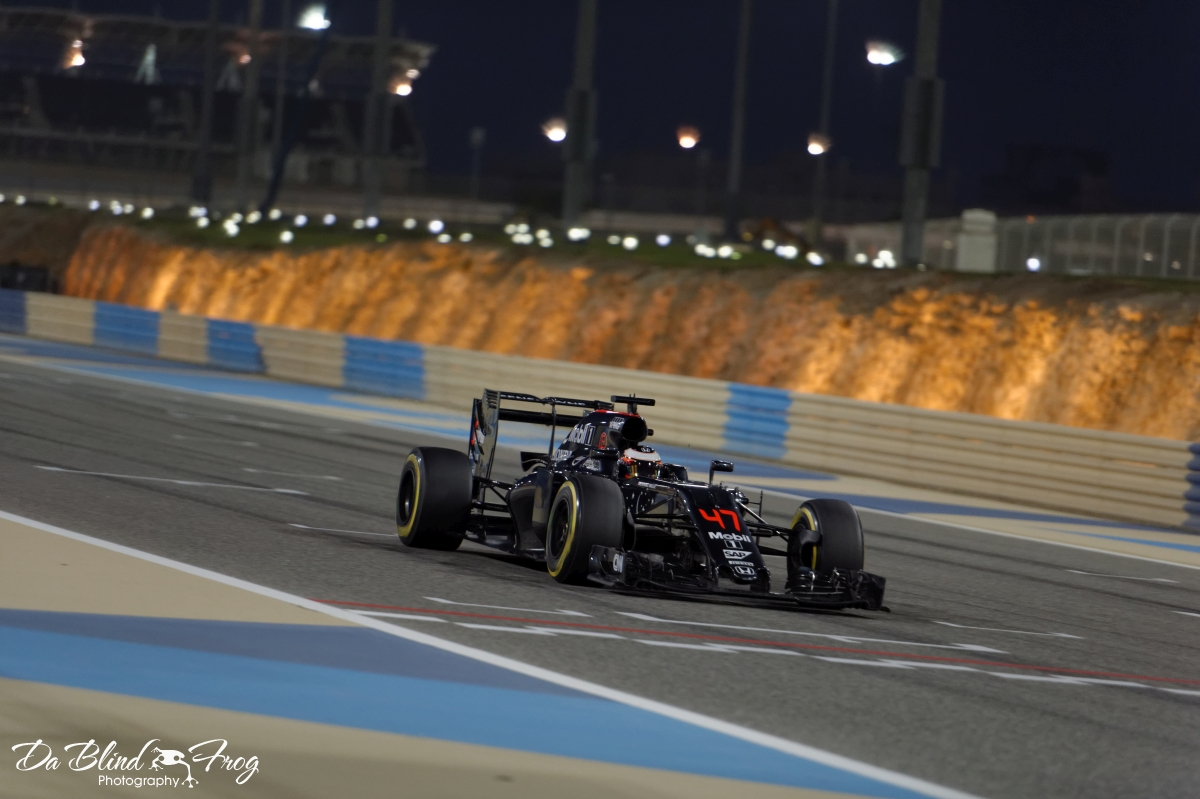
اشتوفل واندورن نخستین حضور خود را در گراند پری بحرین تجربه کرد و نخستین امتیاز خود در مسابقات Formula One را با تیم مک‌لارن کسب کرد.

در مسابقهٔ بعدی در بحرین، آلونسو به دلایل پزشکی از مسابقه محروم شد و بعداً مشخص شد که او در تصادفی که در مسابقهٔ قبلی رخ داده‌بود، دچار شکستگی دنده و عارضهٔ هواجنبی شده‌است. پس از این محرومیت، اشتوفل واندورن، که یک رانندهٔ تازه‌کار بود، جای او را گرفت. به‌دنبال انتقادهایی که متوجه قالب جدید تعیین خط بود، تیم‌ها رأی به ترک این قالب جدید و بازگشت به سیستم مورد استفاده در فصل ۲۰۱۵ دادند. با این حال، در هفتهٔ پیش از مسابقه، کارگروه استراتژی ورزشی جهت حفظ سبک حذفی تعیین خط برای فصل ۲۰۱۶، درخواست تیم‌ها را رد کرد. پس از مرحلهٔ تعیین خط، و با کسب پول پوزیشن توسط همیلتون در جایگاهی بالاتر از رزبرگ و فتل، این سیستم دوباره مورد انتقاد شدید قرار گرفت. در این مسابقه، رزبرگ دومین پیروزی پیاپی خود در فصل ۲۰۱۶ را کسب کرد و پس از او نیز رایکونن و همیلتون به‌ترتیب مقام‌های دوم و سوم را بدست آوردند. خودروی فراری سباستین فتل با نقص در پیشرانه، و خودروی رنوی جولیان پالمر با نقص فنی در سیستم هیدرولیک، پیش از مسابقه بازنشست شدند. والتری بوتاس که در دور اول مسابقه با همیلتون برخورد کرد، پنالتی گرفت و دو امتیاز منفی در گواهینامهٔ او ثبت شد.
در گراند پری بعدی در چین، قالب حذفی برای مرحلهٔ تعیین خط به‌طور دائمی ترک شد و با همان قالب پیشین که بین سال‌های ۲۰۰۶ تا ۲۰۱۵ استفاده شده‌بود، جایگزین شد. این موضوع برای نیکو رزبرگ امکان کسب نخستین پول پوزیشنش در فصل جاری را فراهم کرد. لوئیز همیلتون که هم در مرحلهٔ تعیین خط، و هم در خود مسابقه چندین عقب‌گرد را تجربه کرده‌بود، در نهایت مسابقه را در جایگاه هفتن به پایان رساند و هم‌تیمی او نیکو رزبرگ سومین پیروزی پیاپی خود در فصل ۲۰۱۶ را از آن خود کرد. این مسابقه بدون هیچ بازنشستگی پایان یافت؛ این موضوع در تاریخ فرمول یک تنها شش بار اتفاق افتاده‌بود. در نخستین دور از مسابقهٔ بعدی در روسیه، چندین برخورد بین فتل و کویات اتفاق افتاد. کویات دو بار با فتل برخورد کرد و فتل در پی آن بازنشست شد. رزبرگ پیروز مسابقه شد و هم‌تیمی او، لوئیز همیلتون نیز پس از آغاز مسابقه از ردهٔ دهم، مقام دوم را از آن خود کرد. رزبرگ نخستین گرند اسلم خود را به‌دست‌آورد و پیشتازی خود در رده‌بندی قهرمانی را تا مسابقات اروپایی حفظ کرد.

### راندهای اروپایی

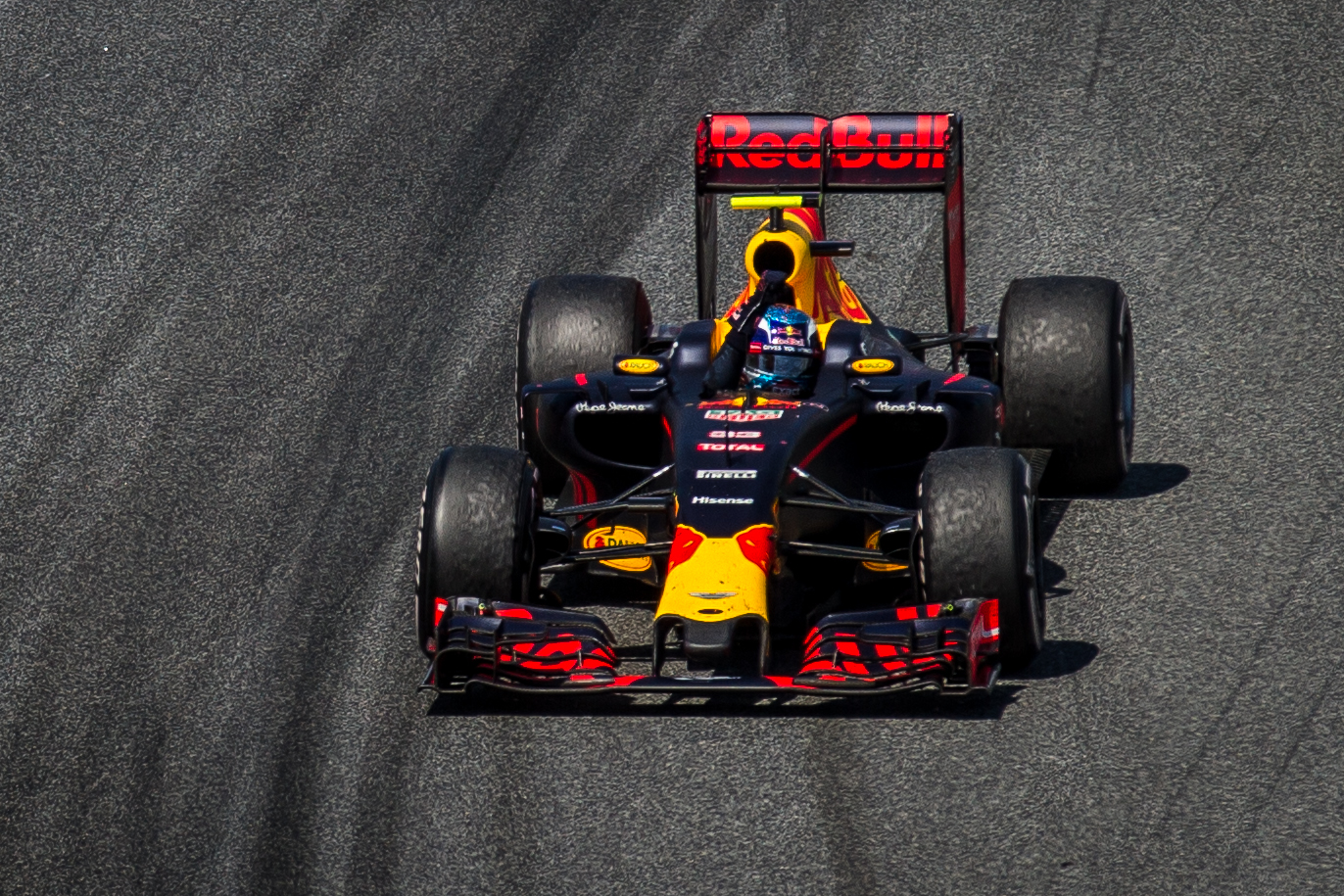
ماکس فرستاپن پس از کسب پیروزی در گراند پری اسپانیا، به جوان‌ترین برندهٔ تاریخ فرمول یک تبدیل شد.

پیش از مسابقهٔ اسپانیا، جای دانیل کویات با ماکس فرستاپن عوض شد و کویات به تیم تورو روسو، و فرستاپن به تیم رد بول منتقل شد. در شروع مسابقه، همیلتون پس از ورود به محوطهٔ چمن خارج از مسیر مسابقه، با هم‌تیمی خود نیکو رزبرگ برخورد کرد و پس از این برخورد، دنیل ریکاردو پیشتاز مسابقه شد. در این مسابقه، ماکس فرستاپن که پس از الزام دنیل ریکاردو به انجام پیت‌استاپ اضافه توسط رد بول جایگاه نخست را کسب کرده‌بود، موفق شد با پیروزی در این گراند پری عنوان جوان‌ترین برندهٔ مسابقه را کسب کند. این عنوان پیش از این در اختیار کیمی رایکونن بود.
در راند بعدی در موناکو، دنیل ریکاردو نخستین پول پوزیشن خود در دوران فعالیت حرفه‌ای خود را کسب کرد. او که به کمک شروع مسابقه در پشت خودروی ایمنی توانسته‌بود برای ۳۳ دور پیشتاز مسابقه باشد، پس از خطای پرهزینهٔ تیم خود در پیت‌استاپ، موفق نشد که این پیشتازی را به پیروزی در مسابقه تبدیل کند. در نتیجه، لوئیز همیلتون پیشتازی مسابقه را در دست گرفت و در نهایت مقام اول مسابقه، و نخستین پیروزی خود در فصل را کسب کرد. ریکاردو پس از او مقام دوم را کسب کرد و سرجیو پرز نیز در جایگاه سوم قرار گرفت. در گراند پری کانادا، در حالی که فتل و تیم فراری دو پیت‌استاپ انجام دادند و با وجود اینکه همیلتون در شروع مسابقه جایگاه پیشتازی را به فتل واگذار کرده‌بود، با برگزیدن استراتژی یک پیت‌استاپ، او موفق شد دوباره جایگاه نخست را کسب کرد و پیروز این مسابقه شد. والتری بوتاس پس از این دو راننده در جایگاه سوم قرار گرفت و برای نخستین بار در این فصل بر روی سکو رفت. رزبرگ پیروزی در گراند پری احیا شدهٔ اروپا از آن خود کرد و دومین گرند اسلم خود در فصل و در طول دوران فعالیت خود را ثبت کرد. پس از او نیز سباستین فتل و سرجیو پرز به‌ترتیب در جایگاه‌های دوم و سوم قرار گرفتند. این در حالی بود که همیلتون در پی مشکل نرم‌افزاری که منجر به محدود شدن قابلیت موتور خودروی او در کشت انرژی شده‌بود، مسابقه را در جایگاه پنجم به پایان رساند.
در راند بعدی در اتریش، همیلتون پول پوزیشن را به‌دست‌آورد و رزبرگ نیز پس از دریافت یک پنالتی رده‌ای، مسابقه را از ردهٔ ششم آغاز کرد. این دو راننده برای کسب جایگاه‌های اول و دم پس از انجام پیت‌استاپ‌ها، از استراتژی‌های مخالف یکدیگر پیروی کردند و همیلتون، که از تایرهای مناسب‌تری استفادی می‌کرد، به تدریج خود را به رزبرگ نزدیک کرد. پس از آنکه همیلتون در دور آخر سعی کرد از رزبرگ گذر کند، این دو راننده یک برخورد جزئی با یکدیگر داشتند؛ در نهایت همیلتون پیروز مسابقه شد و رزبرگ بر اثر شکسته‌شدن بال جلوی خودرو، مسابقه را در جایگاه چهارم و پس از فرستاپن و رایکونن به پایان رساند. بررسی ناظران مسابقه نشان داد که باعث وقوع یک برخورد قابل اجتناب شده‌است و این موضوع یک پنالتی ده ثانیه‌ای را برای او به همراه داشت. پنالتی رزبرگ بر نتیجهٔ مسابقه تأثیری نداشت. در راند بعدی در بریتانیا، شرایط جوی سخت باعث شد که رانندگان با یک پیست در حال خشک‌شدن و سطوح مختلف چسبندگی تایرها روبرو شوند. در این شرایط همیلتون اختلاف امتیاز خود با رزبرگ را به یک امتیاز کاهش داد. در این مسابقه، در حالی که رزبرگ و فرستاپن برای کسب جایگاه دوم با یکدیگر رقابت می‌کردند، همیلتون در همان ابتدا موفق شد تا پیشتازی مسابقه را از آن خود کند. در نهایت رزبرگ به جایگاه دوم دست یافت، اما بعداً و در طول مسابقه دچار نقص فنی در جعبه‌دندهٔ خودروی خود شد. مرسدس او را راهنمایی کرد تا جعبه‌دنده را دوباره راه‌اندازه کرده و از استفاده از دندهٔ هفتم خودداری کند، یا ریسک یک شکست فاجعه‌بار را بپذیرد. این موضوع، به اقدام ناظران به بررسی موضوع به‌دلیل کمک رساندن به راننده در مسابقه منجر شد. رزبرگ برای این تماس رادیویی پنالتی دریافت کرد و ده ثانیه به زمان مسابقهٔ او افزوده شد و او پس از اعمال پنالتی به جایگاه سوم و پس از فرستاپن نزول کرد.

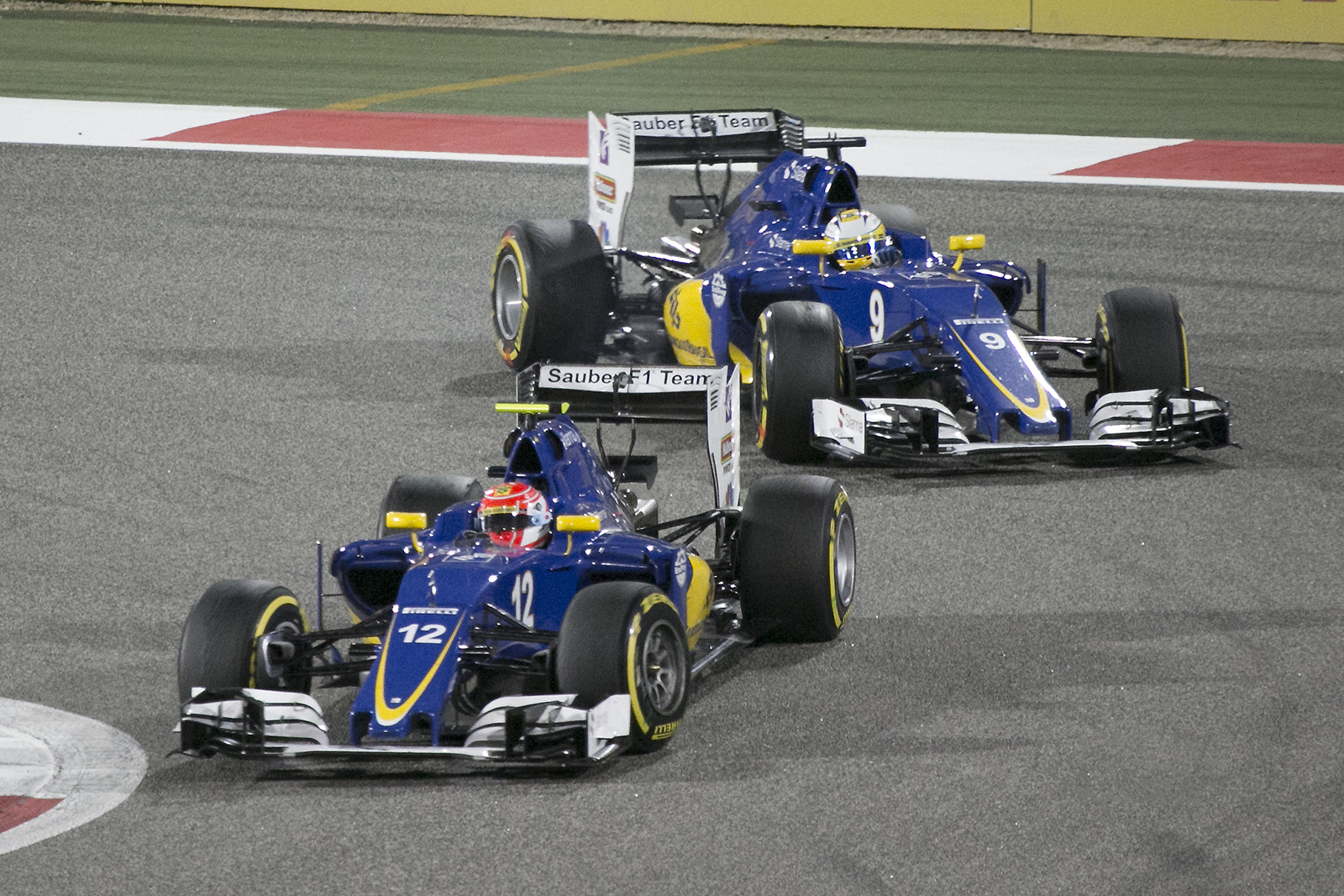
تا زمان برگزاری گراند پری اتریش، سائوبر تنها تیمی بود که در مسابقات فرمول یک فصل ۲۰۱۶ هیچ امتیازی کسب نکرده‌بود.

در راند بعدی در مجارستان، همیلتون پس از یک پیروزی ۱–۲ دیگر توسط مرسدس، و رسیدن به ردهٔ اول قهرمانی با اختلاف شش امتیاز، جایگاه پیشتازی رده‌بندی قهرمانی رانندگان را از نیکو رزبرگ گرفت. این گراند پری به‌عنوان یک رویداد جنجالی شناخته شد: در مرحلهٔ تعیین خط، با وجود اسپین شدن آلونسو با خودروی مک‌لارن در مقابل رزبرگ در پیستی که در حال خشک‌شدن بود، و الزام برای به اهتزاز درآمدن دو پرچم زرد، رزبرگ موفق به کسب پول پوزیشن شد. با وجود اینکه ناظران مسابقه تأیید کردند که سرعت رزبرگ کاهش یافته‌بود، اما او توانست با زمانی که ثبت کرد، پول پوزیشن را از آن خود کند. در این مسابقه، جنسون باتن گرفتار محدودیت‌های جدید برای ارتباطات تیم‌ها با خودروها شد که ایجاب می‌کردند تا خودروها در صورت بروز هرگونه نقصی که در حدی جدی باشد که نیازمند مداخلهٔ تیم باشد، باید به پیت‌استاپ رفته یا بازنشست شوند. باتن یک نقص فنی در ترمز را گزارش کرده‌بود – که بعداً مشخص شد که به‌دلیل نقص در یک حسگر بوده‌است – و برای دریافت کمک غیرمجاز، مشمول دریافت پنالتی شد.
در پی پنالتی‌هایی که به‌دلیل ارتباط غیرمجاز بین پیت و خودرو در مسابقه‌های پیشین به رزبرگ و باتن تعلق گرفته‌بود، فدراسیون تمامی آئین‌نامه‌ها را برای راند بعدی در آلمان جایگزین کرد. در آلمان، همیلتون با عبور از رزبرگ بلافاصله پس از عبور از خط شروع مسابقه، پیشتازی خود در رده‌بندی قهرمانی را بیشتر تثبیت کرد. خودروهای رد بول دنیل ریکاردو و ماکس فرستاپن نیز پس از آن از رزبرگ عبور کردند و او دیگر موفق به گذر از آن‌ها نشد. روند مسابقهٔ رزبرگ سپس در پی یک سبقت خشن از فرستاپن، که او را به عبور از قوس بزرگ در پیچ مجبور کرد، با دریافت پنالتی زمانی پیچیده‌تر شد. با این وجود، همیلتون همچنان نسبت به جایگاه خود به‌عنوان پیشتاز رده‌بندی قهرمانی بدبین بود؛ چرا که با توجه به نه مسابقهٔ باقی‌مانده، انتظار می‌رفت که او به‌دلیل عبور از محدودیت جایگزینی مجاز موتور خودرو، پنالتی رده‌ای دریافت کند.
از آنجا که مرسدس تصمیم گرفته‌بود تا برای جمع‌آوری مجموعه‌ای از قطعات نو تعدادی پنالتی رده‌ای دریافت کند، همیلتون مجبور شد تا مسابقهٔ بعدی در بلژیک را از انتهای صف شروع آغاز کند. او از برخورد فتل، رایکونن و فرستاپن در دور اول استفاده کرد و خود را به جایگاه بهتری رساند؛ اما یک وقوع تصادف شدید برای کوین مگنوسن در پیچ ایو روژ، باعث توقف موقت مسابقه شد. پس از آغاز مجدد مسابقه، نیکو رزبرگ تا زمان اهتزاز پرچم شطرنجی پیشتاز مسابقه بود و همیلتون نیز با توجه به اینکه نتوانست در طول مسابقه از دنیل ریکاردو عبور کند، جایگاه سوم را کسب کرد. در رده‌های پائین‌تر نیز فرستاپن پس از چندین برخورد با رایکونن و سرجیو پرز، برای تکنیک‌های رانندگی‌اش مورد انتقادهای فزاینده‌ای قرار گرفت. این در حالی بود که استبان اوکون در نخستین حضور خود توانسته‌بود جایگاه شانزدهم را با تیم ام‌آرتی کسب کند.
در راند بعدی در ایتالیا، رزبرگ با بهره‌بردن از شروع کند همیلتون و کسب زودهنگام جایگاه پیشتاز مسابقه و حفظ این مقام در طول مسابقه، اختلاف امتیاز خود با همیلتون را به دو امتیاز کاهش داد. همیلتون در زمان شروع به جایگاه پنجم سقوط کرد؛ اما در دورهای اولیه خود را به مقام چهارم رساند و سپس با انجام یک پیت‌استاپ کمتر، موفق به عبور از خودروهای فراری فتل و رایکونن شد. فتل توانست مقام سوم را کسب کند—نخستین سکوی او در پنج مسابقهٔ اخیر— و رایکونن نیز به مقام چهارم رسید. خودروهای فراری پس از معرفی بسته‌های ارتقاء واحد قدرت ۰۶۱ فراری با هدف بازپس‌گیری جایگاه دوم از رد بول در رده‌بندی قهرمانی سازندگان جهان، موفق به کسب این مقام‌ها شدند.

### بازگشت به آسیا

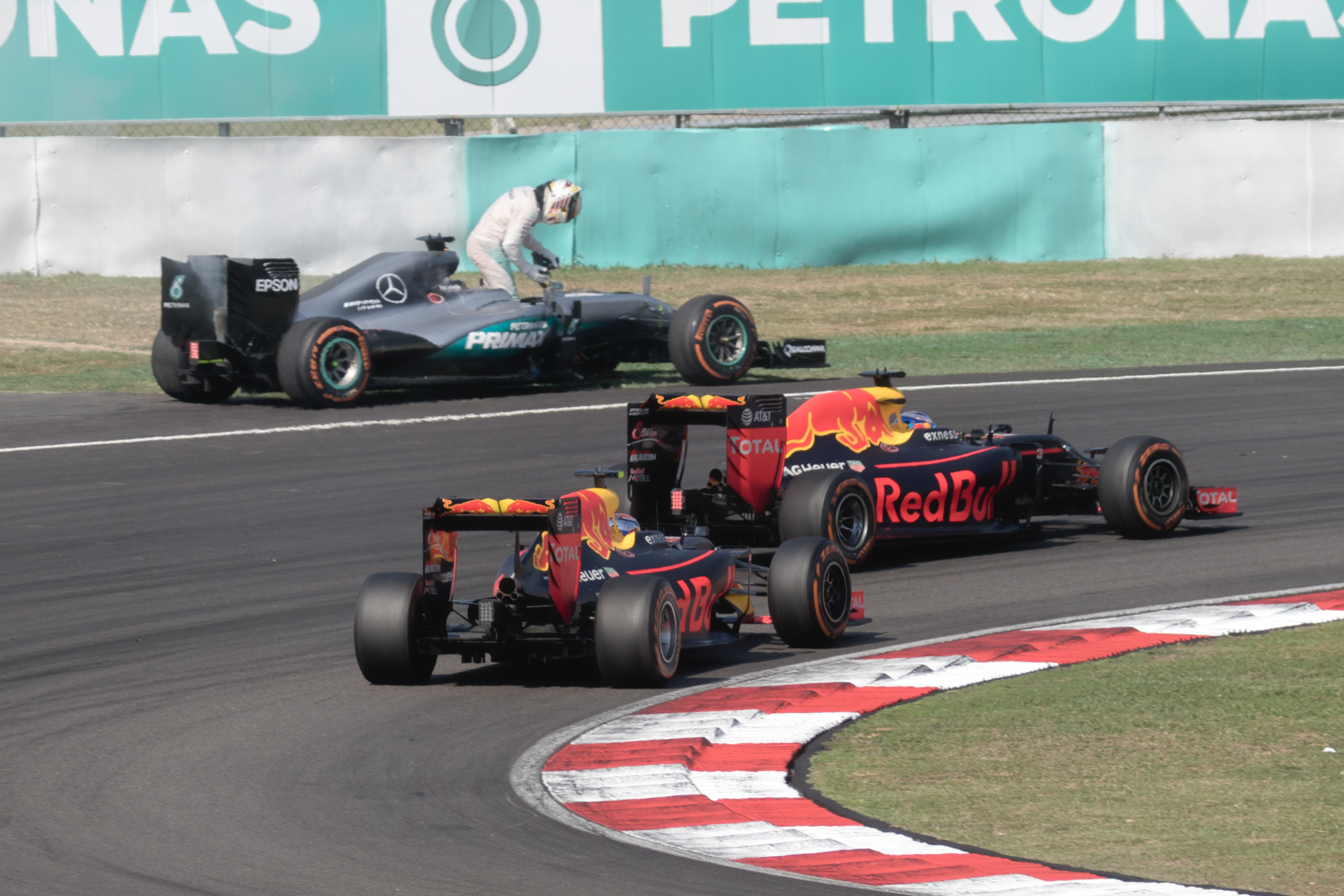
نقص فنی پیشرانهٔ خودروی لوئیز همیلتون در مالزی یک لحظهٔ کلیدی در رقابت رانندگان در رده‌بندی قهرمانی رانندگان بود.

رزبرگ در سنگاپور دوباره مقام نخست رده‌بندی قهرمانی را به‌دست‌آورد؛ در حالی که همیلتون به دلیل رویارویی با مشکلات مکانیکی خودرو و خطاهای رانندگی، به ناچار در جایگاه سوم قرار گرفت. یک پیت‌استاپ دیرهنگام در طول مسابقه توسط مرسدس، باعث شد تا همیلتون بتواند از کیمی رایکونن سبقت گرفته و این جایگاه را تا پایان مسابقه حفظ کند. تیم رد بول ریسینگ تصمیم گرفت تا ریکاردو را که در مقام دوم قرار داشت، به پیت‌استاپ بیاورد تا از مورد تهدید قرار گرفتن او توسط همیلتون جلوگیری کند. رزبرگ نیز مصمم بود تا در پیست باقی بماند، چرا که فاصلهٔ او با ریکاردو به اندازه‌ای زیاد نبود که بتواند پس از پیت‌استاپ نیز او را جلوتر از ریکاردو نگه دارد. با این حال، او نوانست تا پایان مسابقه در جایگاه اول باقی مانده و پیروز مسابقه شود. ریکاردو که با رزبرگ فاصله‌ای ۲۷ ثانیه‌ای داشت، تلاش‌های دیرهنگامی را برای رسیدن به او انجام داد، اما در نهایت نتوانست خود را به رزبرگ برساند و با فاصلهٔ ۰٫۶ ثانیه از او از خط پایان عبور کرد. با کسب مقام سوم توسط همیلتون، رزبرگ که پیش از این با اختلاف دو امتیاز از او عقب بود، پس از این مسابقه با اختلاف هشت امتیاز در جایگاه اول رده‌بندی و بالاتر از همیلتون قرار گرفت.
روند کسب ده پیروزی پیاپی توسط مرسدس در مالزی به پایان رسید. همیلتون که در همان ابتدای مسابقه پیشتاز شده‌بود، شانزده دور پیش از پایان با بروز نقص فنی در موتور خودرو بازنشست شد و بنابراین ریکاردو کنترل مسابقه را در دست گرفت. خودرو نیکو رزبرگ در تصادفی با سباستین فتل در پیچ اول اسپین شد که در نتیجهٔ آن فتل حذف شد و رزبرگ نیز ناچار به رساندن خود از رده‌های پائین به رده‌های بالاتر شد. همزمان که ریکاردو برای کسب مقام اول در حال رقابت با فرستاپن بود، بازنشستگی همیلتون خودروی ایمنی مجازی را وارد پیست کرد و در این میان رد بول تصمیم به بردن همزمان هر دو رانندهٔ خود به پیت‌استاپ گرفت. ریکاردو با تایرهای تازه‌تر توانست در برابر فشار وارده از سوی فرستاپن مقاومت کرده و نخستین پیروزی خود در مسابقه پس از پیروزی در جایزه بزرگ بلژیک ۲۰۱۴ را به‌دست‌آورد. نیکو رزبرگ با وجود افزوده‌شدن پنالتی ۱۰ ثانیه‌ای به زمان مسابقهٔ خود به‌دلیل برخورد با کیمی رایکونن، جایگاه سوم را کسب کرد و اختلاف امتیاز خود در رده‌بندی قهرمانی با همیلتون را به بیست و سه امتیاز افزایش داد.
پس از این نیکو رزبرگ با کسب پول پوزیشن و پیروزی در ژاپن، فاصلهٔ امتیازی خود با همیلتون را به سی و سه امتیاز رساند. در همین حال، همیلتون شروع ضعیفی را به نمایش گذاشت و از جایگاه دوم در زمان شروع مسابقه، به مقام هشتم در پایان دور اول سقوط کرد. او ناچار شد تا روند بازیابی را در مسابقه پیش بگیرد و توانست با استفاده از استراتژی پیت با کسب دوبارهٔ جایگاه سوم، خود را به فاز نهایی مسابقه برساند؛ اما در نهایت موفق به عبور از فرستاپن نشد و مقام سوم مسابقه را به‌دست‌آورد. این نتیجه، کسب عنوان قهرمانی سازندگان جهان برای مرسدس را برای سومین سال پیاپی مسجل کرد.

### نتیجه قهرمانی
با خروج مسابقات از آسیا و ورود به مسابقه‌های قارهٔ آمریکا، روند تدریجی تهدید پیشتازی رزبرگ در رده‌بندی قهرمانی توسط همیلتون آغاز شد. مرسدس در ایالات متحده یک نتیجهٔ ۱–۲ را کسب کرد. در این مسابقه، رزبرگ از ماشین ایمنی مجازی که توسط ماکس فرستاپن فعال شده‌بود استفاده کرده و موفق شد جایگاه دوم را از دنیل ریکاردو برباید. پس از عبور باز فرستاپن از یک پیچ در اواخر مسابقهٔ مکزیک، و بریدن بخشی از پیست توسط او، که یک پیام رادیویی غضب‌آلود از سوی سباستین فتل را در پی داشت و مسابقه را تحت تأثیر قرار داد، همیلتون پیشتاز یک نتیجهٔ ۱–۲ دیگر برای مرسدس شد. فتل، پس از اینکه فرستاپن مشمول دریافت پنالتی شد، جایگاه سوم را کسب کرد و خودش نیز برای رانندگی خطرناک به‌هنگام دفاع در برابر ریکاردو پنالتی دریافت کرد. در نتایج اصلاح‌شدهٔ نهایی، ریکاردو در مقام سوم، و فرستاپن و فتل نیز به‌ترتیب پس از او قرار گرفتند. گراند پری برزیل، به‌دلیل شرایط مخاطره‌آمیز آب و هوایی، مسابقه چندین بار متوقف شد که قابل‌توجه‌ترین اتفاق در این میان تصادف کیمی رایکونن در مسیر مستقیم اصلی بود. اما در زمانی که مسابقه از سر گرفته‌شد، مرسدس یک نتیجهٔ ۱–۲ دیگر را به نام خود ثبت کرد. همیلتون برای سومین بار در زمان کسب چنین نتیجه‌ای جلوتر از رزبرگ پیروز مسابقه شد و ماکس فرستاپن نیز در سومین پلهٔ سکو ایستاد. در زمان ورود مسابقات به راند نهایی در ابوظبی، رزبرگ با اختلاف دوازده امتیاز در رده‌بندی قهرمانی رانندگان، پیشتاز جدول بود و در جایگاهی بالاتر از همیلتون قرار داشت. همیلتون در مرحلهٔ تعیین خط پول پوزیشن را از آن خود کرد و پس از آغاز مسابقه در رده‌ای جلوتر از رزبرگ، پیشتاز بود. در دورهای پایانی مسابقه، همیلتون با وجود راهنمایی‌های مکرر مرسدس مبنی بر عدم پذیرفتن ریسک واگذاری پیروزی مسابقه به سباستین فتل، که برای رساندن خود به رقابت از استراتژی پیت استفاده کرده به‌سرعت در حال نزدیک شدن بود، سرعت خود را کم کرد تا به سایر رانندگان امکان رسیدن و عبور از رزبرگ را بدهد. همیلتون موفق شد برندهٔ مسابقه شود، اما رزبرگ با وجود کسب مقام دوم در این مسابقه، توانست نخستین عنوان قهرمانی رانندگان جهان خود را به‌دست‌آورد. رزبرگ پنج روز پس از کسب عنوان قهرمانی، در گردهمایی اهدای جایزهٔ فیا در وین، بازنشستگی فوری خود از این ورزش را اعلام کرد. او نخستین دارندهٔ عنوان قهرمانی جهان بود که پس از آلن پروست در سال ۱۹۹۳ به چنین کاری دست می‌زد.

## نتایج و رده‌بندی

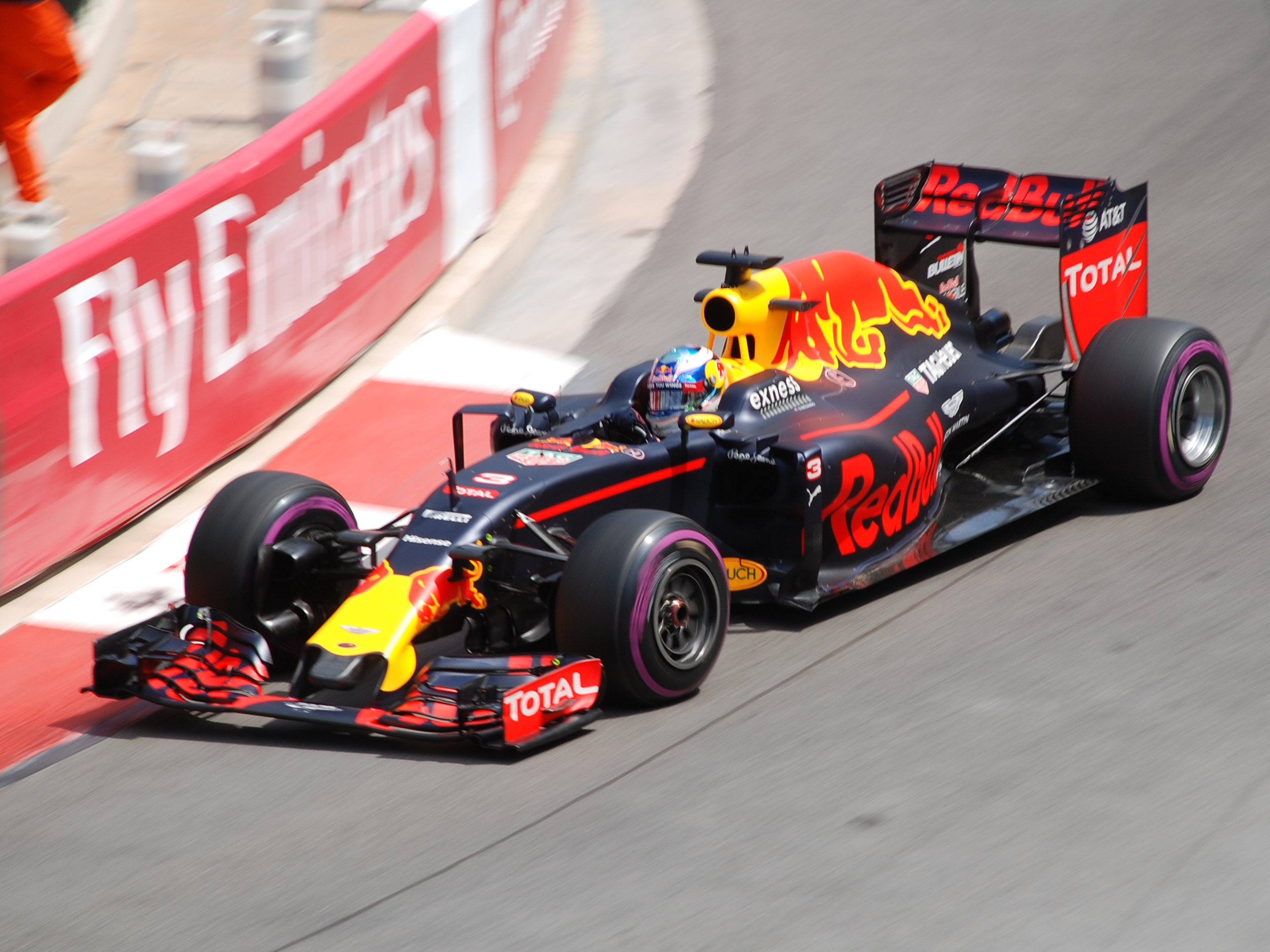
دنیل ریکاردو نخستین پول پوزیشن خود در دوران فعالیت حرفه‌ایش را در موناکو کسب کرد.

### گراند پری‌ها
| راند | گراند پری               | پول پوزیشن    | سریع‌ترین دور   | رانندهٔ برنده  | سازندهٔ برنده          | گزارش |
| ---- | ----------------------- | ------------- | -------------- | ------------- | --------------------- | ----- |
| ۱    | گراند پری استرالیا      | لوئیز همیلتون | دنیل ریکاردو   | نیکو رزبرگ    | مرسدس                 | گزارش |
| ۲    | جایزه بزرگ بحرین        | لوئیز همیلتون | نیکو رزبرگ     | نیکو رزبرگ    | مرسدس                 | گزارش |
| ۳    | جایزه بزرگ چین          | نیکو رزبرگ    | نیکو هولکنبرگ  | نیکو رزبرگ    | مرسدس                 | گزارش |
| ۴    | جایزه بزرگ روسیه        | نیکو رزبرگ    | نیکو رزبرگ     | نیکو رزبرگ    | مرسدس                 | گزارش |
| ۵    | جایزه بزرگ اسپانیا      | لوئیز همیلتون | دانیل کویات    | ماکس فرستاپن  | رد بول ریسینگ-تگ هویر | گزارش |
| ۶    | جایزه بزرگ موناکو       | دنیل ریکاردو  | لوئیز همیلتون  | لوئیز همیلتون | مرسدس                 | گزارش |
| ۷    | جایزه بزرگ کانادا       | لوئیز همیلتون | نیکو رزبرگ     | لوئیز همیلتون | مرسدس                 | گزارش |
| ۸    | جایزه بزرگ اروپا        | نیکو رزبرگ    | نیکو رزبرگ     | نیکو رزبرگ    | مرسدس                 | گزارش |
| ۹    | جایزه بزرگ اتریش        | لوئیز همیلتون | لوئیز همیلتون  | لوئیز همیلتون | مرسدس                 | گزارش |
| ۱۰   | جایزه بزرگ بریتانیا     | لوئیز همیلتون | نیکو رزبرگ     | لوئیز همیلتون | مرسدس                 | گزارش |
| ۱۱   | جایزه بزرگ مجارستان     | نیکو رزبرگ    | کیمی رایکونن   | لوئیز همیلتون | مرسدس                 | گزارش |
| ۱۲   | جایزه بزرگ آلمان        | نیکو رزبرگ    | دنیل ریکاردو   | لوئیز همیلتون | مرسدس                 | گزارش |
| ۱۳   | جایزه بزرگ بلژیک        | نیکو رزبرگ    | لوئیز همیلتون  | نیکو رزبرگ    | مرسدس                 | گزارش |
| ۱۴   | جایزه بزرگ ایتالیا      | لوئیز همیلتون | فرناندو آلونسو | نیکو رزبرگ    | مرسدس                 | گزارش |
| ۱۵   | جایزه بزرگ سنگاپور      | نیکو رزبرگ    | دنیل ریکاردو   | نیکو رزبرگ    | مرسدس                 | گزارش |
| ۱۶   | جایزه بزرگ مالزی        | لوئیز همیلتون | نیکو رزبرگ     | دنیل ریکاردو  | رد بول ریسینگ-تگ هویر | گزارش |
| ۱۷   | جایزه بزرگ ژاپن         | نیکو رزبرگ    | سباستیان فتل   | نیکو رزبرگ    | مرسدس                 | گزارش |
| ۱۸   | جایزه بزرگ ایالات متحده | لوئیز همیلتون | سباستیان فتل   | لوئیز همیلتون | مرسدس                 | گزارش |
| ۱۹   | جایزه بزرگ مکزیک        | لوئیز همیلتون | دنیل ریکاردو   | لوئیز همیلتون | مرسدس                 | گزارش |
| ۲۰   | جایزه بزرگ برزیل        | لوئیز همیلتون | ماکس فرستاپن   | لوئیز همیلتون | مرسدس                 | گزارش |
| ۲۱   | جایزه بزرگ ابوظبی       | لوئیز همیلتون | سباستیان فتل   | لوئیز همیلتون | مرسدس                 | گزارش |

### سیستم امتیازدهی
امتیازهای هر مسابقه طبق الگوی امتیازدهی زیر به ده رانندهٔ رده‌بندی شدهٔ برتر تعلق گرفته‌است:
| جایگاه | اول | دوم | سوم | چهارم | پنجم | ششم | هفتم | هشتم | نهم | دهم |
| امتیاز | ۲۵  | ۱۸  | ۱۵  | ۱۲    | ۱۰   | ۸   | ۶    | ۴    | ۲   | ۱   |

در صورتی که دو راننده در انتهای مسابقه نتایج برابر با یکدیگر به‌دست آورده‌باشند، از یک سیستم شمارش معکوس برای شکستن این برابری استفاده شده که طبق آن از بهترین نتیجهٔ راننده برای تصمیم‌گیری در خصوص جایگاه‌ها استفاده شده‌است.

### رده‌بندی قهرمانی جهان رانندگان
| ج.    | راننده         | استرالیا | بحرین | چین | روسیه | اسپانیا | موناکو | کانادا | اروپا | اتریش | بریتانیا | مجارستان | آلمان | بلژیک | ایتالیا | سنگاپور | مالزی | ژاپن | آمریکا | مکزیک | برزیل | ابوظبی | امتیاز |
| ----- | -------------- | -------- | ----- | --- | ----- | ------- | ------ | ------ | ----- | ----- | -------- | -------- | ----- | ----- | ------- | ------- | ----- | ---- | ------ | ----- | ----- | ------ | ------ |
| ۱     | نیکو رزبرگ     | ۱        | ۱     | ۱   | ۱     | ب.      | ۷      | ۵      | ۱     | ۴     | ۳        | ۲        | ۴     | ۱     | ۱       | ۱       | ۳     | ۱    | ۲      | ۲     | ۲     | ۲      | ۳۸۵    |
| ۲     | لوئیز همیلتون  | ۲        | ۳     | ۷   | ۲     | ب.      | ۱      | ۱      | ۵     | ۱     | ۱        | ۱        | ۱     | ۳     | ۲       | ۳       | ب.    | ۳    | ۱      | ۱     | ۱     | ۱      | ۳۸۰    |
| ۳     | دنیل ریکاردو   | ۴        | ۴     | ۴   | ۱۱    | ۴       | ۲      | ۷      | ۷     | ۵     | ۴        | ۳        | ۲     | ۲     | ۵       | ۲       | ۱     | ۶    | ۳      | ۳     | ۸     | ۵      | ۲۵۶    |
| ۴     | سباستیان فتل   | ۳        | ع.ش.  | ۲   | ب.    | ۳       | ۴      | ۲      | ۲     | ب.    | ۹        | ۴        | ۵     | ۶     | ۳       | ۵       | ب.    | ۴    | ۴      | ۵     | ۵     | ۳      | ۲۱۲    |
| ۵     | ماکس فرستاپن   | ۱۰       | ۶     | ۸   | ب.    | ۱       | ب.     | ۴      | ۸     | ۲     | ۲        | ۵        | ۳     | ۱۱    | ۷       | ۶       | ۲     | ۲    | ب.     | ۴     | ۳     | ۴      | ۲۰۴    |
| ۶     | کیمی رایکونن   | ب.       | ۲     | ۵   | ۳     | ۲       | ب.     | ۶      | ۴     | ۳     | ۵        | ۶        | ۶     | ۹     | ۴       | ۴       | ۴     | ۵    | ب.     | ۶     | ب.    | ۶      | ۱۸۶    |
| ۷     | سرجیو پرز      | ۱۳       | ۱۶    | ۱۱  | ۹     | ۷       | ۳      | ۱۰     | ۳     | ۱۷†   | ۶        | ۱۱       | ۱۰    | ۵     | ۸       | ۸       | ۶     | ۷    | ۸      | ۱۰    | ۴     | ۸      | ۱۰۱    |
| ۸     | والتری بوتاس   | ۸        | ۹     | ۱۰  | ۴     | ۵       | ۱۲     | ۳      | ۶     | ۹     | ۱۴       | ۹        | ۹     | ۸     | ۶       | ب.      | ۵     | ۱۰   | ۱۶     | ۸     | ۱۱    | ب.     | ۸۵     |
| ۹     | نیکو هولکنبرگ  | ۷        | ۱۵    | ۱۵  | ب.    | ب.      | ۶      | ۸      | ۹     | ۱۹†   | ۷        | ۱۰       | ۷     | ۴     | ۱۰      | ب.      | ۸     | ۸    | ب.     | ۷     | ۷     | ۷      | ۷۲     |
| ۱۰    | فرناندو آلونسو | ب.       |       | ۱۲  | ۶     | ب.      | ۵      | ۱۱     | ب.    | ۱۸†   | ۱۳       | ۷        | ۱۲    | ۷     | ۱۴      | ۷       | ۷     | ۱۶   | ۵      | ۱۳    | ۱۰    | ۱۰     | ۵۴     |
| ۱۱    | فلیپه ماسا     | ۵        | ۸     | ۶   | ۵     | ۸       | ۱۰     | ب.     | ۱۰    | ۲۰†   | ۱۱       | ۱۸       | ب.    | ۱۰    | ۹       | ۱۲      | ۱۳    | ۹    | ۷      | ۹     | ب.    | ۹      | ۵۳     |
| ۱۲    | کارلوس ساینز   | ۹        | ب.    | ۹   | ۱۲    | ۶       | ۸      | ۹      | ب.    | ۸     | ۸        | ۸        | ۱۴    | ب.    | ۱۵      | ۱۴      | ۱۱    | ۱۷   | ۶      | ۱۶    | ۶     | ب.     | ۴۶     |
| ۱۳    | رومن گروژان    | ۶        | ۵     | ۱۹  | ۸     | ب.      | ۱۳     | ۱۴     | ۱۳    | ۷     | ب.       | ۱۴       | ۱۳    | ۱۳    | ۱۱      | ع.ش.    | ب.    | ۱۱   | ۱۰     | ۲۰    | ع.ش.  | ۱۱     | ۲۹     |
| ۱۴    | دانیل کویات    | ع.ش.     | ۷     | ۳   | ۱۵    | ۱۰      | ب.     | ۱۲     | ب.    | ب.    | ۱۰       | ۱۶       | ۱۵    | ۱۴    | ب.      | ۹       | ۱۴    | ۱۳   | ۱۱     | ۱۸    | ۱۳    | ب.     | ۲۵     |
| ۱۵    | جنسون باتن     | ۱۴       | ب.    | ۱۳  | ۱۰    | ۹       | ۹      | ب.     | ۱۱    | ۶     | ۱۲       | ب.       | ۸     | ب.    | ۱۲      | ب.      | ۹     | ۱۸   | ۹      | ۱۲    | ۱۶    | ب.     | ۲۱     |
| ۱۶    | کوین مگنوسن    | ۱۲       | ۱۱    | ۱۷  | ۷     | ۱۵      | ب.     | ۱۶     | ۱۴    | ۱۴    | ۱۷†      | ۱۵       | ۱۶    | ب.    | ۱۷      | ۱۰      | ب.    | ۱۴   | ۱۲     | ۱۷    | ۱۴    | ب.     | ۷      |
| ۱۷    | فلیپه نصر      | ۱۵       | ۱۴    | ۲۰  | ۱۶    | ۱۴      | ب.     | ۱۸     | ۱۲    | ۱۳    | ۱۵       | ۱۷       | ب.    | ۱۷    | ب.      | ۱۳      | ب.    | ۱۹   | ۱۵     | ۱۵    | ۹     | ۱۶     | ۲      |
| ۱۸    | جولیان پالمر   | ۱۱       | ع.ش.  | ۲۲  | ۱۳    | ۱۳      | ب.     | ب.     | ۱۵    | ۱۲    | ب.       | ۱۲       | ۱۹    | ۱۵    | ب.      | ۱۵      | ۱۰    | ۱۲   | ۱۳     | ۱۴    | ب.    | ۱۷     | ۱      |
| ۱۹    | پاسکال ورلاین  | ۱۶       | ۱۳    | ۱۸  | ۱۸    | ۱۶      | ۱۴     | ۱۷     | ب.    | ۱۰    | ب.       | ۱۹       | ۱۷    | ب.    | ب.      | ۱۶      | ۱۵    | ۲۲   | ۱۷     | ب.    | ۱۵    | ۱۴     | ۱      |
| ۲۰    | اشتوفل واندورن |          | ۱۰    |     |       |         |        |        |       |       |          |          |       |       |         |         |       |      |        |       |       |        | ۱      |
| ۲۱    | استبان گوتیرز  | ب.       | ب.    | ۱۴  | ۱۷    | ۱۱      | ۱۱     | ۱۳     | ۱۶    | ۱۱    | ۱۶       | ۱۳       | ۱۱    | ۱۲    | ۱۳      | ۱۱      | ب.    | ۲۰   | ب.     | ۱۹    | ب.    | ۱۲     | ۰      |
| ۲۲    | مارکوس اریکسون | ب.       | ۱۲    | ۱۶  | ۱۴    | ۱۲      | ب.     | ۱۵     | ۱۷    | ۱۵    | ب.       | ۲۰       | ۱۸    | ب.    | ۱۶      | ۱۷      | ۱۲    | ۱۵   | ۱۴     | ۱۱    | ب.    | ۱۵     | ۰      |
| ۲۳    | استبان اوکون   |          |       |     |       |         |        |        |       |       |          |          |       | ۱۶    | ۱۸      | ۱۸      | ۱۶    | ۲۱   | ۱۸     | ۲۱    | ۱۲    | ۱۳     | ۰      |
| ۲۴    | ریو هاریانتو   | ب.       | ۱۷    | ۲۱  | ب.    | ۱۷      | ۱۵     | ۱۹     | ۱۸    | ۱۶    | ب.       | ۲۱       | ۲۰    |       |         |         |       |      |        |       |       |        | ۰      |
| ج.    | راننده         | استرالیا | بحرین | چین | روسیه | اسپانیا | موناکو | کانادا | اروپا | اتریش | بریتانیا | مجارستان | آلمان | بلژیک | ایتالیا | سنگاپور | مالزی | ژاپن | آمریکا | مکزیک | برزیل | ابوظبی | امتیاز |
| منبع: |                |          |       |     |       |         |        |        |       |       |          |          |       |       |         |         |       |      |        |       |       |        |        |

| کلیدها  | کلیدها                              |
| رنگ     | نتیجه                               |
| ------- | ----------------------------------- |
| طلایی   | برنده                               |
| نقره‌ای  | جایگاه دوم                          |
| برنزی   | جایگاه سوم                          |
| سبز     | سایر جایگاه‌های امتیازدار            |
| آبی     | سایر جایگاه‌های رده‌بندی شده          |
| آبی     | رده‌بندی نشده، به پایان رسانده(ر.ن.) |
| بنفش    | رده‌بندی نشده، بازنشست (ب.)          |
| قرمز    | عدم احراز صلاحیت (ع.ص.)             |
| قرمز    | عدم احراز صلاحیت اولیه (ع.ص.ا.)     |
| سیاه    | رد صلاحیت شده (ر.ص.)                |
| سفید    | عدم شروع (ع.ش.)                     |
| سفید    | لغو مسابقه (ل.)                     |
| خالی    | تمرین نکرده (ت.ن.)                  |
| خالی    | محروم شده (م.)                      |
| خالی    | عدم رسیدن (ع.ر.)                    |
| خالی    | کنار کشیده (ک.ک.)                   |
| شکل متن | معنا                                |
| پررنگ   | پول پوزیشن                          |
| ایتالیک | سریع‌ترین دور                        |

یادداشت
 – راننده گراند پری را به پایان نرسانده، اما با توجه به طی کردن بیش از ۹۰٪ از مسافت کل مسابقه، در رده‌بندی قرار گرفته‌است.

### رده‌بندی قهرمانی جهان سازندگان
در صورتی که دو سازنده در انتهای مسابقه نتایج برابر با یکدیگر به‌دست آورده‌باشند، از یک سیستم شمارش معکوس برای شکستن این برابری استفاده شده که طبق آن از بهترین نتیجهٔ راننده برای تصمیم‌گیری در خصوص جایگاه‌ها استفاده شده‌است.
| ج.    | سازنده                | استرالیا | بحرین | چین | روسیه | اسپانیا | موناکو | کانادا | اروپا | اتریش | بریتانیا | مجارستان | آلمان | بلژیک | ایتالیا | سنگاپور | مالزی | ژاپن | آمریکا | مکزیک | برزیل | ابوظبی | امتیاز |
| ----- | --------------------- | -------- | ----- | --- | ----- | ------- | ------ | ------ | ----- | ----- | -------- | -------- | ----- | ----- | ------- | ------- | ----- | ---- | ------ | ----- | ----- | ------ | ------ |
| ۱     | مرسدس                 | ۱        | ۱     | ۱   | ۱     | ب.      | ۱      | ۱      | ۱     | ۱     | ۱        | ۱        | ۱     | ۱     | ۱       | ۱       | ۳     | ۱    | ۱      | ۱     | ۱     | ۱      | ۷۶۵    |
| ۱     | مرسدس                 | ۲        | ۳     | ۷   | ۲     | ب.      | ۷      | ۵      | ۵     | ۴     | ۳        | ۲        | ۴     | ۳     | ۲       | ۳       | ب.    | ۳    | ۲      | ۲     | ۲     | ۲      | ۷۶۵    |
| ۲     | رد بول ریسینگ-تگ هویر | ۴        | ۴     | ۳   | ۱۱    | ۱       | ۲      | ۴      | ۷     | ۲     | ۲        | ۳        | ۲     | ۲     | ۵       | ۲       | ۱     | ۲    | ۳      | ۳     | ۳     | ۴      | ۴۶۸    |
| ۲     | رد بول ریسینگ-تگ هویر | ع.ش.     | ۷     | ۴   | ۱۵    | ۴       | ب.     | ۷      | ۸     | ۵     | ۴        | ۵        | ۳     | ۱۱    | ۷       | ۶       | ۲     | ۶    | ب.     | ۴     | ۸     | ۵      | ۴۶۸    |
| ۳     | فراری                 | ۳        | ۲     | ۲   | ۳     | ۲       | ۴      | ۲      | ۲     | ۳     | ۵        | ۴        | ۵     | ۶     | ۳       | ۴       | ۴     | ۴    | ۴      | ۵     | ۵     | ۳      | ۳۹۸    |
| ۳     | فراری                 | ب.       | ع.ش.  | ۵   | ب.    | ۳       | ب.     | ۶      | ۴     | ب.    | ۹        | ۶        | ۶     | ۹     | ۴       | ۵       | ب.    | ۵    | ب.     | ۶     | ب.    | ۶      | ۳۹۸    |
| ۴     | فورس ایندیا-مرسدس     | ۷        | ۱۵    | ۱۱  | ۹     | ۷       | ۳      | ۸      | ۳     | ۱۷†   | ۶        | ۱۰       | ۷     | ۴     | ۸       | ۸       | ۶     | ۷    | ۸      | ۷     | ۴     | ۷      | ۱۷۳    |
| ۴     | فورس ایندیا-مرسدس     | ۱۳       | ۱۶    | ۱۵  | ب.    | ب.      | ۶      | ۱۰     | ۹     | ۱۹†   | ۷        | ۱۱       | ۱۰    | ۵     | ۱۰      | ب.      | ۸     | ۸    | ب.     | ۱۰    | ۷     | ۸      | ۱۷۳    |
| ۵     | ویلیامز-مرسدس         | ۵        | ۸     | ۶   | ۴     | ۵       | ۱۰     | ۳      | ۶     | ۹     | ۱۱       | ۹        | ۹     | ۸     | ۶       | ۱۲      | ۵     | ۹    | ۷      | ۸     | ۱۱    | ۹      | ۱۳۸    |
| ۵     | ویلیامز-مرسدس         | ۸        | ۹     | ۱۰  | ۵     | ۸       | ۱۲     | ب.     | ۱۰    | ۲۰†   | ۱۴       | ۱۸       | ب.    | ۱۰    | ۹       | ب.      | ۱۳    | ۱۰   | ۱۶     | ۹     | ب.    | ب.     | ۱۳۸    |
| ۶     | مک‌لارن-هوندا          | ۱۴       | ۱۰    | ۱۲  | ۶     | ۹       | ۵      | ۱۱     | ۱۱    | ۶     | ۱۲       | ۷        | ۸     | ۷     | ۱۲      | ۷       | ۷     | ۱۶   | ۵      | ۱۲    | ۱۰    | ۱۰     | ۷۶     |
| ۶     | مک‌لارن-هوندا          | ب.       | ب.    | ۱۳  | ۱۰    | ب.      | ۹      | ب.     | ب.    | ۱۸†   | ۱۳       | ب.       | ۱۲    | ب.    | ۱۴      | ب.      | ۹     | ۱۸   | ۹      | ۱۳    | ۱۶    | ب.     | ۷۶     |
| ۷     | تورو روسو-فراری       | ۹        | ۶     | ۸   | ۱۲    | ۶       | ۸      | ۹      | ب.    | ۸     | ۸        | ۸        | ۱۴    | ۱۴    | ۱۵      | ۹       | ۱۱    | ۱۳   | ۶      | ۱۶    | ۶     | ب.     | ۶۳     |
| ۷     | تورو روسو-فراری       | ۱۰       | ب.    | ۹   | ب.    | ۱۰      | ب.     | ۱۲     | ب.    | ب.    | ۱۰       | ۱۶       | ۱۵    | ب.    | ب.      | ۱۴      | ۱۴    | ۱۷   | ۱۱     | ۱۸    | ۱۳    | ب.     | ۶۳     |
| ۸     | هاس-فراری             | ۶        | ۵     | ۱۴  | ۸     | ۱۱      | ۱۱     | ۱۳     | ۱۳    | ۷     | ۱۶       | ۱۳       | ۱۱    | ۱۲    | ۱۱      | ۱۱      | ب.    | ۱۱   | ۱۰     | ۱۹    | ب.    | ۱۱     | ۲۹     |
| ۸     | هاس-فراری             | ب.       | ب.    | ۱۹  | ۱۷    | ب.      | ۱۳     | ۱۴     | ۱۶    | ۱۱    | ب.       | ۱۴       | ۱۳    | ۱۳    | ۱۳      | ع.ش.    | ب.    | ۲۰   | ب.     | ۲۰    | ع.ش.  | ۱۲     | ۲۹     |
| ۹     | رنو                   | ۱۱       | ۱۱    | ۱۷  | ۷     | ۱۳      | ب.     | ۱۶     | ۱۴    | ۱۲    | ۱۷†      | ۱۲       | ۱۶    | ۱۵    | ۱۷      | ۱۰      | ۱۰    | ۱۲   | ۱۲     | ۱۴    | ۱۴    | ۱۷     | ۸      |
| ۹     | رنو                   | ۱۲       | ع.ش.  | ۲۲  | ۱۳    | ۱۵      | ب.     | ب.     | ۱۵    | ۱۴    | ب.       | ۱۵       | ۱۹    | ب.    | ب.      | ۱۵      | ب.    | ۱۴   | ۱۳     | ۱۷    | ب.    | ب.     | ۸      |
| ۱۰    | سائوبر-فراری          | ۱۵       | ۱۲    | ۱۶  | ۱۴    | ۱۲      | ب.     | ۱۵     | ۱۲    | ۱۳    | ۱۵       | ۱۷       | ۱۸    | ۱۷    | ۱۶      | ۱۳      | ۱۲    | ۱۵   | ۱۴     | ۱۱    | ۹     | ۱۵     | ۲      |
| ۱۰    | سائوبر-فراری          | ب.       | ۱۴    | ۲۰  | ۱۶    | ۱۴      | ب.     | ۱۸     | ۱۷    | ۱۵    | ب.       | ۲۰       | ب.    | ب.    | ب.      | ۱۷      | ب.    | ۱۹   | ۱۵     | ۱۵    | ب.    | ۱۶     | ۲      |
| ۱۱    | ام‌آرتی-مرسدس          | ۱۶       | ۱۳    | ۱۸  | ۱۸    | ۱۶      | ۱۴     | ۱۷     | ۱۶    | ۱۰    | ب.       | ۱۹       | ۱۷    | ۱۶    | ۱۸      | ۱۶      | ۱۵    | ۲۱   | ۱۷     | ۲۱    | ۱۲    | ۱۳     | ۱      |
| ۱۱    | ام‌آرتی-مرسدس          | ب.       | ۱۷    | ۲۱  | ب.    | ۱۷      | ۱۵     | ۱۹     | ۱۸    | ۱۶    | ب.       | ۲۱       | ۲۰    | ب.    | ب.      | ۱۸      | ۱۶    | ۲۲   | ۱۸     | ب.    | ۱۵    | ۱۴     | ۱      |
| ج.    | سازنده                | استرالیا | بحرین | چین | روسیه | اسپانیا | موناکو | کانادا | اروپا | اتریش | بریتانیا | مجارستان | آلمان | بلژیک | ایتالیا | سنگاپور | مالزی | ژاپن | آمریکا | مکزیک | برزیل | ابوظبی | امتیاز |
| منبع: |                       |          |       |     |       |         |        |        |       |       |          |          |       |       |         |         |       |      |        |       |       |        |        |

| کلیدها  | کلیدها                              |
| رنگ     | نتیجه                               |
| ------- | ----------------------------------- |
| طلایی   | برنده                               |
| نقره‌ای  | جایگاه دوم                          |
| برنزی   | جایگاه سوم                          |
| سبز     | سایر جایگاه‌های امتیازدار            |
| آبی     | سایر جایگاه‌های رده‌بندی شده          |
| آبی     | رده‌بندی نشده، به پایان رسانده(ر.ن.) |
| بنفش    | رده‌بندی نشده، بازنشست (ب.)          |
| قرمز    | عدم احراز صلاحیت (ع.ص.)             |
| قرمز    | عدم احراز صلاحیت اولیه (ع.ص.ا.)     |
| سیاه    | رد صلاحیت شده (ر.ص.)                |
| سفید    | عدم شروع (ع.ش.)                     |
| سفید    | لغو مسابقه (ل.)                     |
| خالی    | تمرین نکرده (ت.ن.)                  |
| خالی    | محروم شده (م.)                      |
| خالی    | عدم رسیدن (ع.ر.)                    |
| خالی    | کنار کشیده (ک.ک.)                   |
| شکل متن | معنا                                |
| پررنگ   | پول پوزیشن                          |
| ایتالیک | سریع‌ترین دور                        |

یادداشت‌ها
- – راننده گراند پری را به پایان نرسانده، اما با توجه به طی کردن بیش از ۹۰٪ از مسافت کل مسابقه، در رده‌بندی قرار گرفته‌است.
- رده‌بندی بر پایهٔ بهترین نتیجه مرتب شده‌است و ردیف‌ها با رانندگان مرتبط نیستند. در صورت برابری امتیازها، جایگاهی که به‌طور قطعی کسب‌شده، نتیجه را مشخص می‌کند.